# Cappella Palatina (Palermo)
La reale imperiale Cappella Palatina è una basilica in stile siculo-normanno, fatta consacrare nel 1140 da re Ruggero II di Sicilia, e che si trova all'interno del complesso architettonico di Palazzo dei Normanni a Palermo. Insieme alla chiesa ipogea di S. Maria delle Grazie costituisce la Parrocchia S. Pietro Apostolo - Cappella Palatina.
Dal 2015 è un sito Patrimonio dell'umanità mondiale dell'UNESCO, all'interno del percorso di Palermo arabo-normanna e le cattedrali di Cefalù e Monreale.

## Storia

### Epoca normanna

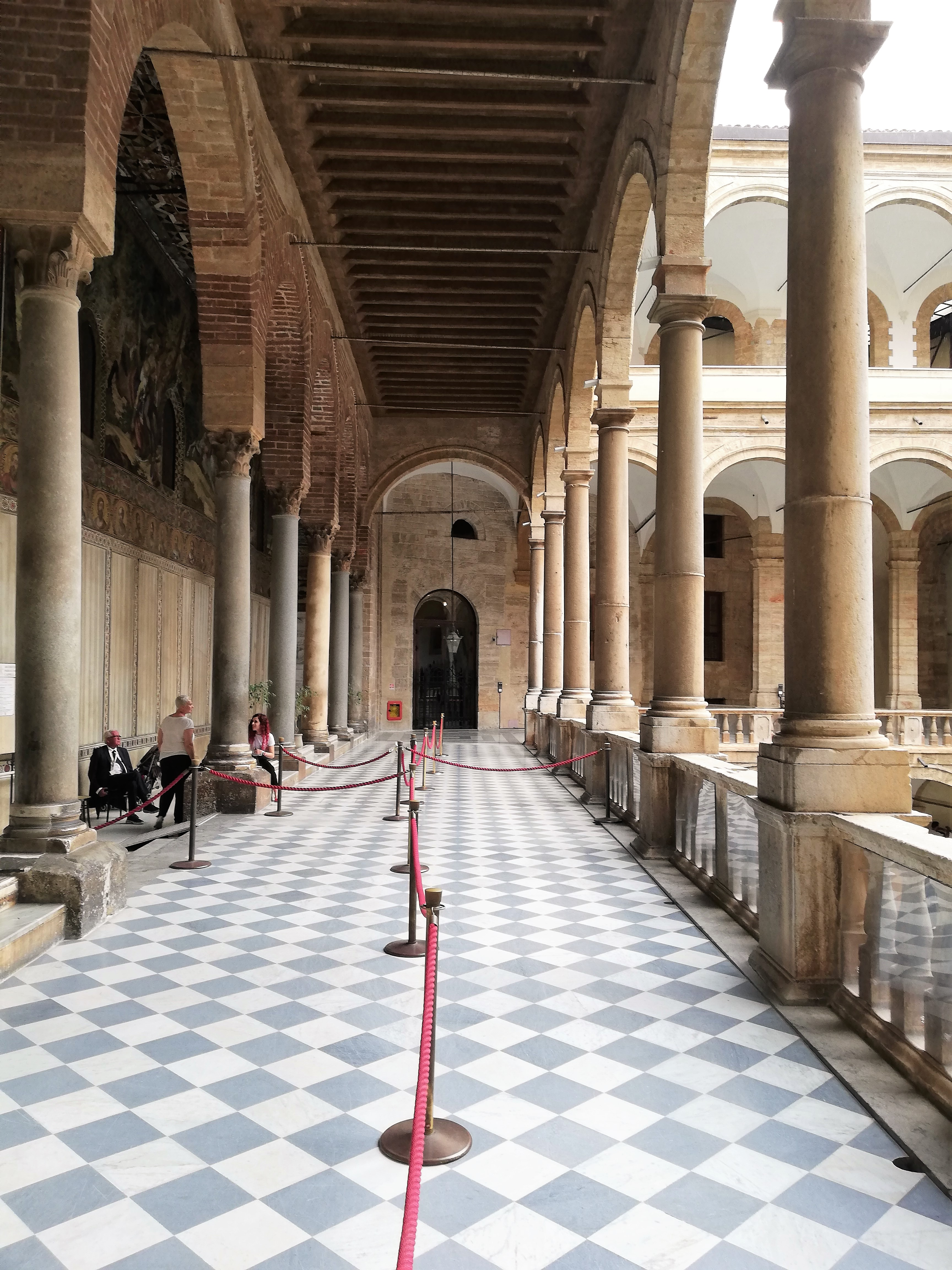
Loggia.

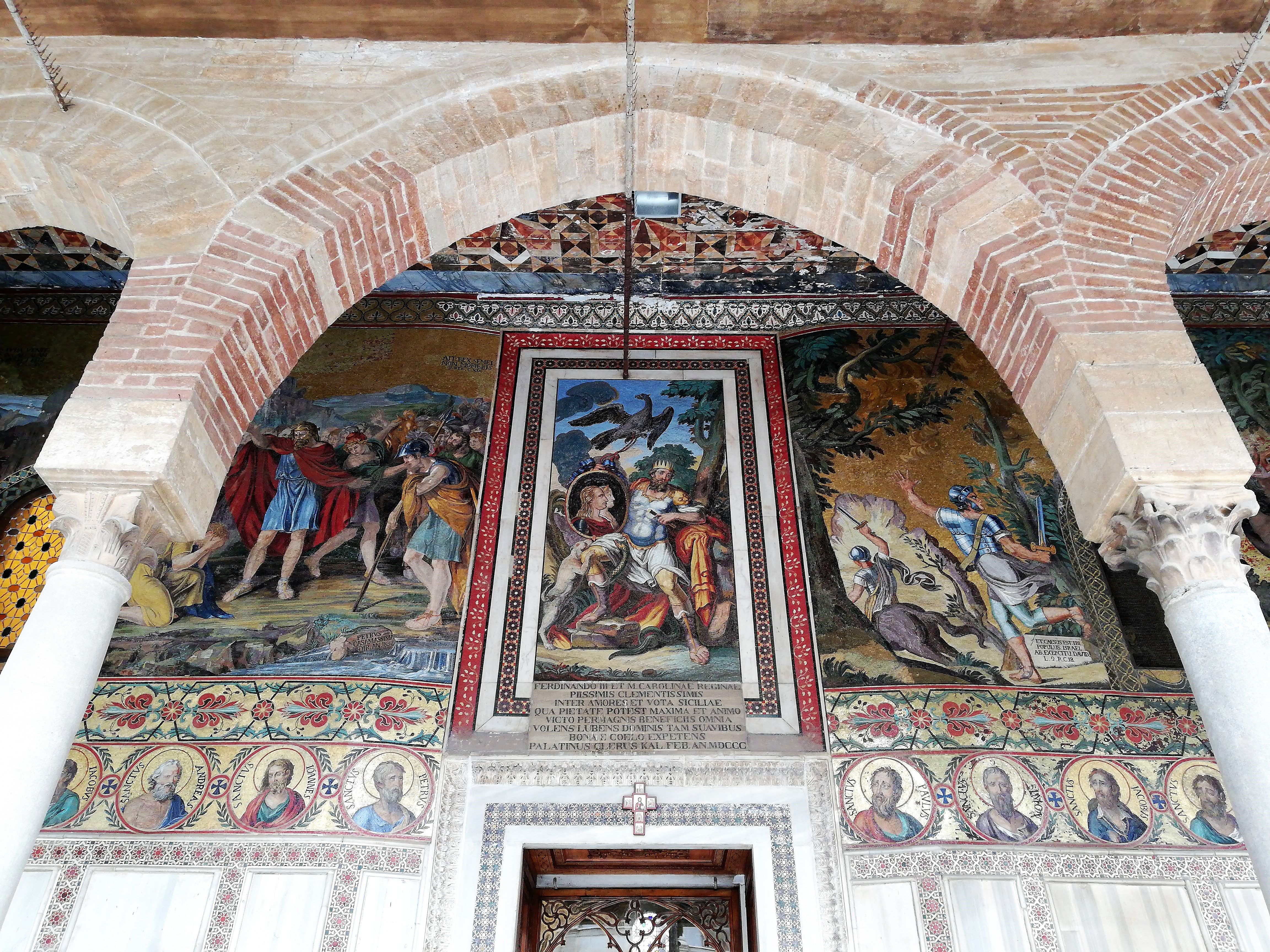
Ingresso dalla loggia e Genio di Palermo.

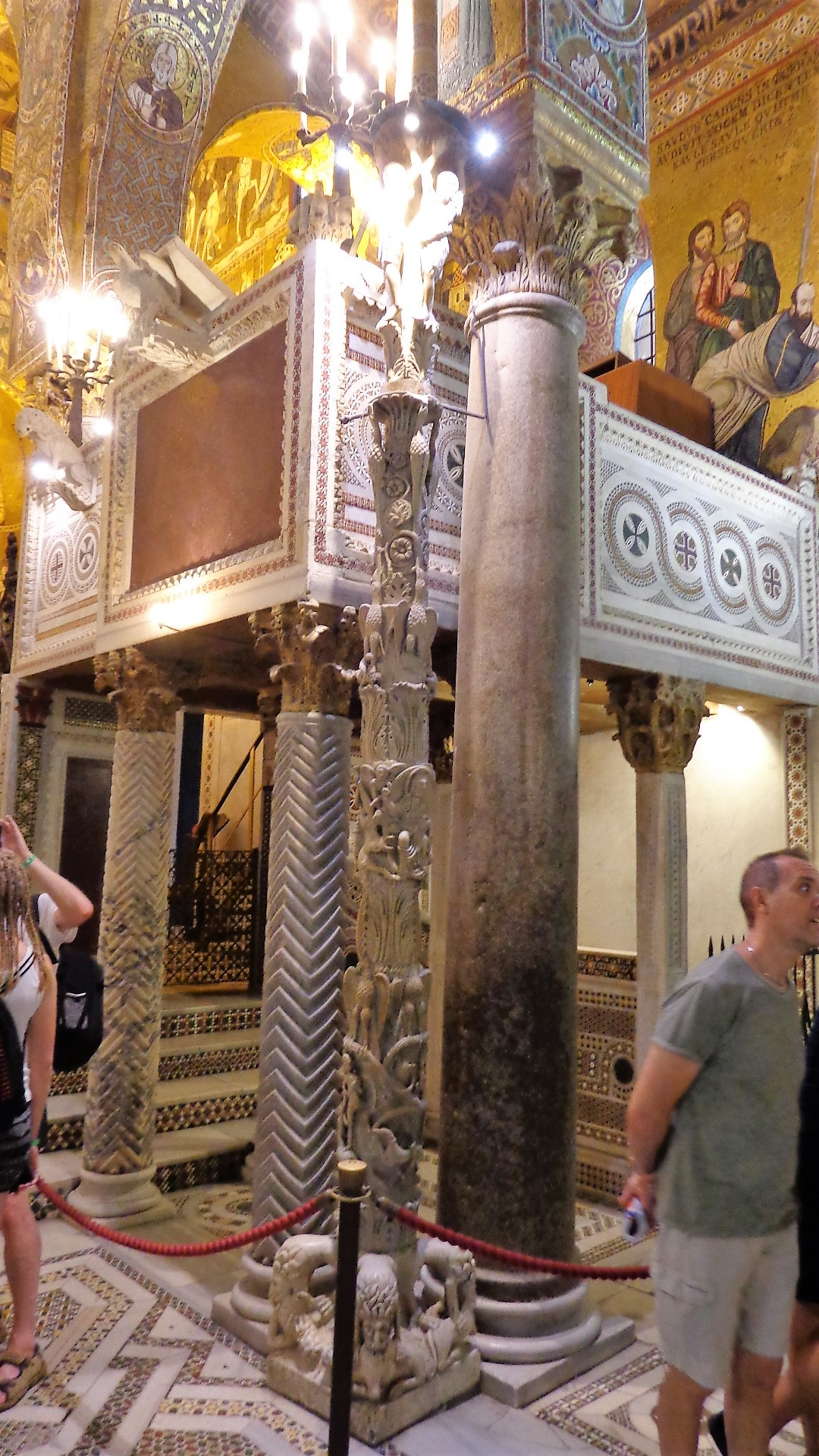
Ambone e candelabro del cero pasquale.

Nel 1117 fu realizzato il primitivo santuario, sotterraneo, nel sito, noto come chiesa di Santa Maria di Gerusalemme.
La Palatina fu costruita a partire dal 1129 per volere di re Ruggero II di Sicilia, costruita in parrocchia dall'arcivescovo Pietro, elevata a collegiata, consacrata il 28 aprile 1140 come cappella privata della famiglia reale dall'arcivescovo Ruggero Fesca alla presenza di numerosi prelati del Regno. I lavori furono completati nel 1143 con l'inaugurazione celebrata il 29 giugno e una elogiante omelia dell'arcivescovo di Taormina Filagato da Cerami. Un'iscrizione trilingue (latino, greco-bizantino e arabo) sull'esterno della cappella commemora la costruzione di un horologium nel 1142.
Come chiesa palatina era esente dalla giurisdizione ordinaria ecclesiastica dell'arcidiocesi di Palermo, e il Cappellano maggiore del Re di Sicilia  fu anche Prelato nullius di Santa Lucia del Mela dal Duecento al 1818 
Il 13 febbraio 1177 Guglielmo II di Sicilia sposò qui Giovanna d'Inghilterra, sorella del re d’Inghilterra Riccardo Cuor di Leone.
Investita di concessioni e privilegi, prerogative e possedimenti confermati e integrati da Guglielmo I, Guglielmo II d'Altavilla, Enrico VI, Federico II di Svevia, e ancora da Manfredi di Sicilia, Carlo d'Angiò, Federico III d'Aragona, Martino il Giovane, Alfonso V d'Aragona.

### Epoca aragonese
In epoca rinascimentale, Alfonso V, con privilegio concesso l'11 gennaio 1438 a Gaeta, ordina al Real Patrimonio di destinare ogni anno 20 onze per la manutenzione ordinaria della Cappella.
Nell'anno 1458 re Giovanni II d'Aragona commissiona lavori di restauri per la riparazione del tetto. Grazie ai lavori svolti presso la corte aragonese a Napoli, collaborazione per l'arco trionfale del Maschio Angioino, altre commissioni negli ambienti interni e in alcuni luoghi di culto, dal 1460 al 1463 sono documentate le prime attività lavorative di Domenico Gagini a Palermo, opere consistenti nel recupero, ripristino e manutenzione di mosaici, arabeschi e intarsi, dei manufatti marmorei preesistenti, lavori sollecitati dal ciantro della Cappella di San Pietro. L'attività dell'artista ticinese è documentata per tre campagne annuali consecutive a partire dal 1460 - 1461, 1461 - 1462 fino al 1462 - 1463, che secondo le disposizioni del re, comportarono una retribuzione complessiva di 60 onze per l'intero triennio.
Gli interventi si ravvisano in particolar modo nella scena raffigurante la Risurrezione di Tabita, tra le architetture dell'ambientazione si distingue una porzione di ediﬁcio a pianta ottagonale, con grandi oculi sui lati sfaccettati del tamburo, copertura a cupola caratterizzata da poderosi costoloni e un accenno di lanternino sommitale. Dettaglio identificabile con la Cupola del Brunelleschi, nella fattispecie il particolare richiama con l'impianto e la forma, quelli della cupola della cattedrale di Santa Maria del Fiore di Firenze. Omaggio sincero e riconoscente verso il maestro Filippo Brunelleschi e testimonianza concreta dei trascorsi fiorentini, ulteriore suggello alla cronaca fornita da Giorgio Vasari.
Seguiranno nel 1482 il ripristino delle pitture. Nel 1506, regnante Ferdinando d'Aragona il Cattolico, essendo cantore di Cappella (ciantro) Giovanni Sanchez, furono realizzati i mosaici sulla parete meridionale esterna e verosimilmente il rivestimento con marmo cipollino della superficie inferiore.

### Epoca spagnola
Nel 1549 Tommaso Fazello in Della storia di Sicilia deche due cita spesso la descrizione della situazione disastrosa in cui versava l'intero complesso del Castrum superius o Palatium novum al punto che era possibile scorgere la Cappella Palatina attraverso le rovine. La situazione migliorò quando i viceré di Sicilia abbandonando il Palazzo Chiaramonte-Steri o Hosterium Magnum, elessero a propria residenza le strutture del Palazzo dei Normanni operando una sequenza infinita di migliorie. I rifacimenti interessarono anche la cappella, al punto che nel 1682 si rese necessaria la ricostruzione di un arco rovinatosi assieme ad una limitata superficie musiva.

### Epoca sabauda
Nel 1714, il neoinsediato re Vittorio Amedeo II di Savoia dispone attraverso il tribunale del real patrimonio l'incremento dei fondi destinati alla manutenzione del tempio, aumento pari all'importo di 423 scudi.

### Epoca borbonica
Nel 1716 e 1753 i lavori di restauro proseguirono con il recupero, il rifacimento e la realizzazione di nuovi mosaici, dell'altare maggiore, e la realizzazione con posa della statua marmorea raffigurante San Pietro, opera di Giovanni Battista Ragusa. Mattia Moretti († 1779), mosaicista attivo a Roma presso la Reverenda Fabbrica di San Pietro, chiamato da Carlo III nel 1753 durante il suo mandato di Re di Sicilia, a recuperare la preziosa decorazione musiva coadiuvato dal pittore Gaspare Serenari con la collaborazione dei periti in pietre dure: il romano Gaspare Nicoletti e del miniaturista fiorentino Gioacchino La Manna. Esternamente fu realizzato un nuovo ciclo, allegoria del particolare momento storico, improntato alle vicende di Davide e Assalonne, caratterizzato dal medaglione in cui sono riprodotti i profili di Ferdinando III e Maria Carolina.
Per questioni logistiche e di ricettività è luogo deputato ad ospitare eventi minori, solo la cattedrale metropolitana primaziale della Santa Vergine Maria Assunta, per volontà sancita da privilegio, era sede delle celebrazioni per le cerimonie più importanti: incoronazioni e matrimoni fra reali. Tuttavia nel 1810 la cappella fu teatro del battesimo del futuro sovrano Ferdinando II delle Due Sicilie figlio di Francesco I e Maria Isabella.
Fu cornice del matrimonio di Maria Cristina figlia di Ferdinando III con Carlo Felice di Savoia, conte di Ginevra e futuro Re di Sardegna nel 1807; e dello sposalizio fra Maria Amalia di Borbone-Due Sicilie e Filippo Luigi Borbone, duca d'Orleans, futuro Re di Francia nel 1809.
Una targa in bassorilievo collocata nel portico ricorda la nascita di Ferdinando a Napoli nel 1800, figlio primogenito di Francesco e Maria Clementina, morto a pochi mesi, appena prima della madre.

### Epoca contemporanea
Uno studio approfondito della Cappella Palatina fu condotto dall'architetto russo Alexander Pomerantsev Nikanorovich, e la monumentale e dettagliata analisi delle opere in essa custodite gli valse il titolo di Accademico di architettura di San Pietroburgo nel 1887. Il lavoro consisteva nel dettagliare con disegni e foto le 172 scene mosaicate, corredando l'opera con le riproduzioni grafiche degli intagli e delle incisioni dell'elaborato soffitto ligneo. Fra i famosi letterati che hanno visitato e decantato le meraviglie della Cappella durante i grand tour si annovera Guy de Maupassant con le citazioni nelle opere "La vita errante" e "La Sicilia". Durante la sua visita a Palermo nel 1885, la definì:
L'11 febbraio 1929 qui si sposò il principe Cristoforo di Grecia e Danimarca e la principessa francese Francesca d'Orléans.
Danneggiata dal terremoto del settembre 2002 fu sottoposta a restauri, conclusi nel luglio 2008. Il progetto dei restauri, redatto dall'architetto Guido Meli dirigente del "Centro regionale per il restauro" della Regione Siciliana, fu finanziato dal mecenate tedesco Reinhold Würth per oltre tre milioni di euro. I lavori furono eseguiti da un gruppo di restauratori di beni culturali sotto la direzione tecnica dell'architetto Mario Li Castri. I servizi turistici sono curati dalla Fondazione Federico II.
La messa è celebrata ogni domenica alle 10:00. L'ingresso al pubblico della chiesa e del Palazzo Reale è in Piazza del Parlamento, dove si trova la biglietteria.
Dal 3 luglio 2015 fa parte del Patrimonio dell'umanità (UNESCO) nell'ambito dell'Itinerario arabo-normanno di Palermo, Cefalù e Monreale.

## Architettura

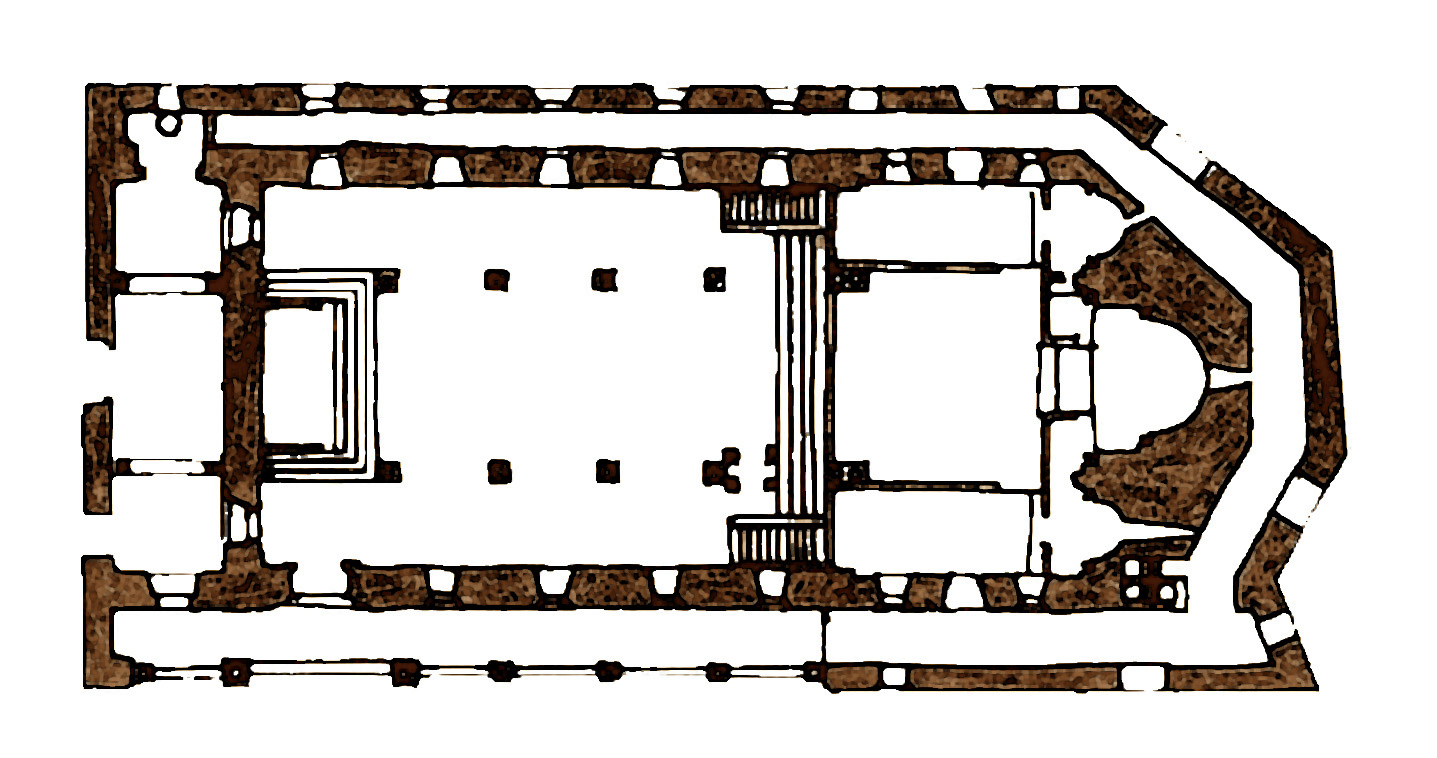
Pianta dell'edificio, asse ovest - est.

Il tempio concepito come cappella reale imperiale del palazzo, in aggiunta al primitiva chiesa romanica nel livello inferiore, ha una lunghezza di 33 metri e 13 di larghezza. La struttura si basa sul modello delle chiese siculo-normanne, con modelli riscontrabili nell’architettura durante il periodo della contea normanna a Messina. Le absidi, secondo i canoni bizantini poste a levante, sono incastonate nell'ala rinascimentale di Palazzo dei Normanni, il corpo ecclesiale separa i maggiori cortili interni. La parete della navata destra e la loggia adiacente si affacciano sul Cortile Maqueda. La cupola e il campanile originariamente erano visibili dal Piano di Palazzo prima di essere inglobate nell'aggregato di edifici del Palazzo Reale, in seguito alle costruzioni operate dai viceré in epoca spagnola.
Edificio con impianto basilicale a tre navate separate da colonne in granito e marmo cipollino a capitelli compositi che sorreggono una struttura di archi ad ogiva, cinque per lato, per un totale di sedici comprendendo quelle dell'arco trionfale e degli archi del prothesis e del diaconicon. Completa la costruzione la cupola, eretta sopra la crociera del santuario - presbiterio, quest'ultima area nella fattispecie sopraelevata e recintata rispetto al piano di calpestio delle navate. La cupola, il transetto e le absidi sono interamente decorate nella parte superiore da mosaici bizantini, tra i più importanti della Sicilia, raffiguranti scene bibliche varie, gli evangelisti e il Cristo Pantocratore benedicente, l'immagine di maggiore impatto della cappella. I cicli musivi si distinguono in due epoche, la prima prettamente normanna seguita da quella borbonica:
- La fase normanna si articola con le commissioni della crociera, cupola, absidi operate da Ruggero II; con Guglielmo I è eseguito il ciclo della Genesi nella navata centrale; con Guglielmo II è effettuato il ciclo delle navate laterali comprendenti la vita di San Pietro e San Paolo, pròdromo ai cicli musivi della costruenda cattedrale di Santa Maria Nuova di Monreale.
- La fase borbonica più recente è motivata da recuperi, restauri e nuove realizzazioni effettuate nel 1716 (1719 data di conclusione al tempo di Filippo V riportata sulla targa dell'ottagono sulla spalliera) e dal ciclo esterno commissionato da Ferdinando III, quest'ultimo privo però dei canoni bizantini, elementi caratteristici della prima fase.

Alle pareti episodi tratti dal Vecchio e Nuovo Testamento con i cicli che spaziano dalla Creazione estrapolati dalla Genesi fino alla vita nel Giardino dell'Eden; episodi riguardanti la vita di Noè e il Diluvio universale; episodi su Abramo, Isacco, Giacobbe fino alla nascita, vita, miracoli e Passione di Gesù. Concludono la rassegna i cicli di scene su Pietro e Paolo apostoli. Completano il panorama le raffigurazioni delle schiere di arcangeli e angeli, profeti ed evangelisti, dottori della chiesa e una lunga teoria di santi raffigurati a corpo intero o solo ritratti nei medaglioni.

### Loggia, nartece e ingresso

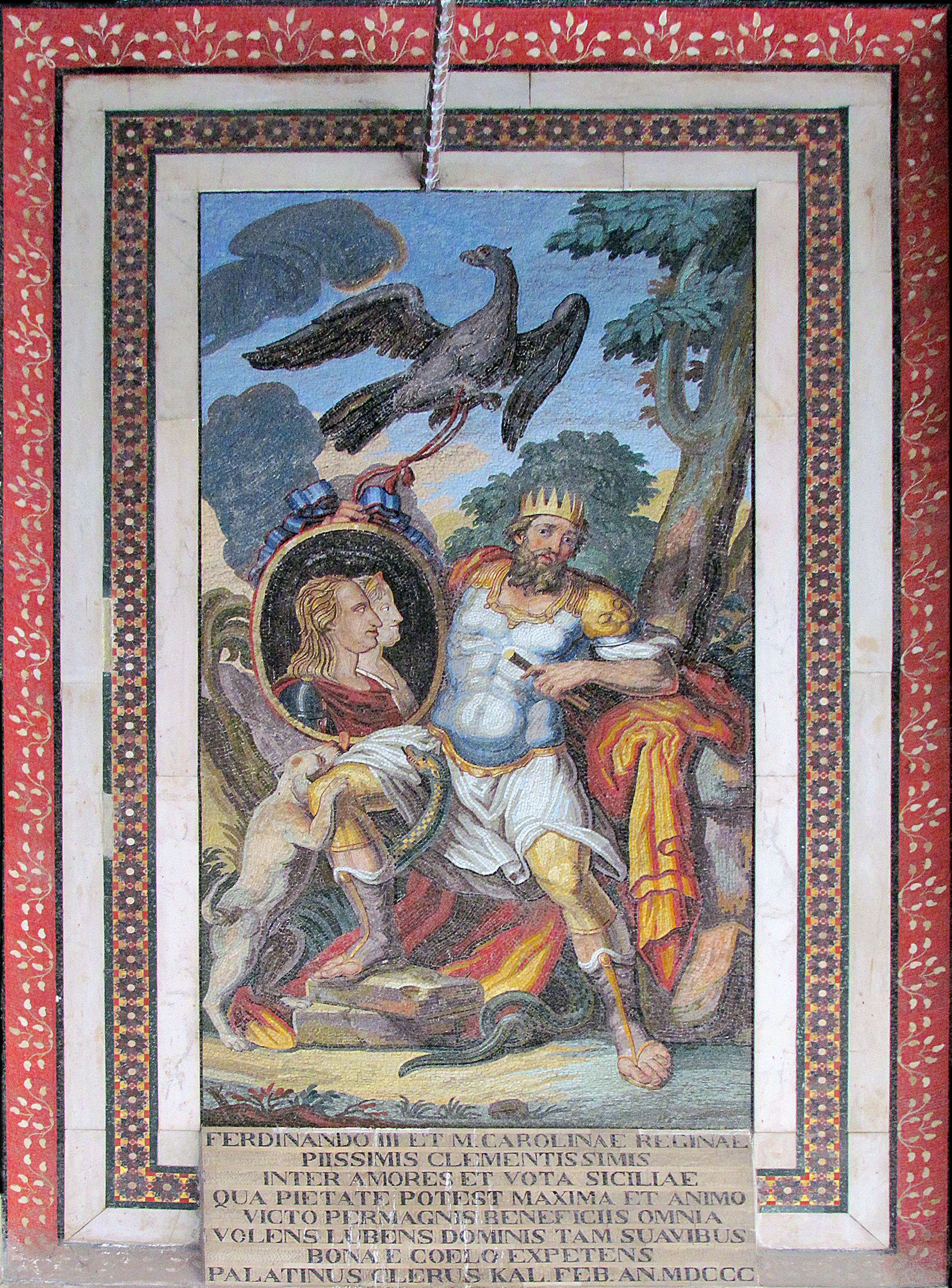
Genio di Palermo.

La parete ospitava un orologio idraulico in pietra, destinato a segnare le ore canoniche, recante iscrizioni incise in greco, latino e arabo. Le decorazioni a mosaico, molte delle quali risalgono agli interventi borbonici del 1800c., narrano le vicende di Davide e Assalonne: i Guerrieri di Davide attaccano gli israeliti ribelli, Assalonne aggrovigliato coi capelli nei rami dell'albero, Assalonne ucciso da Joab, Davide piange la morte di Assalonne, il Trionfo di Davide, Davide e Salomone. Una scena estranea al ciclo raffigura la Consegna della bolla al Ciantro di Cappella da parte di Ruggero.
Sulla parete del vestibolo è inserito un altro mosaico raffigurante il Genio di Palermo in panni regali e sembianze d'uomo maturo, ritratto con il cane, la serpe, e l'aquila allegorie rispettivamente della fedeltà, dell'invasore da schiacciare, della libertà intesa come personificazione della città di Palermo e del regno ad essa associato. Nel medaglione sono riprodotti i volti di Ferdinando III e Maria Carolina.
Tutti i mosaici delle pareti esterne riflettono sotto forma di allegorie, la drammatica storia dei regni napoletano e siciliano nel tardo XVIII secolo, ovvero: l'invasione delle armate rivoluzionarie francesi, la fuga della famiglia reale da Napoli a Palermo, l'istituzione della Repubblica napoletana nella città partenopea, la guerra tra il governo repubblicano e sanfedisti, la successiva restaurazione dei Borboni. Nell'ambiente del nartece a sinistra è collocato il fonte battesimale ove furono battezzati sovrani e componenti dei Borboni durante la forzata fuga riparatoria a Palermo.

### Controfacciata
Sulla parete occidentale o controfacciata si riscontrano sovrapposizioni di manufatti e restauri eseguiti in epoche differenti. Al mosaico della prima epoca normanna si accosta il trono assemblato in epoca aragonese, intervento datato 1460 regnante Giovanni II d'Aragona. Lo spazio centrale totalmente occupato dal trono reale in stile romanico, elevato rispetto al piano di calpestio, fronteggia il santuario altrettanto sopraelevalto. Pavimenti, scale, spalliera e braccioli presentano una ricca decorazione con intarsi in marmo e mosaici ove predomina lo stile cosmatesco in armoniosa sintonia con motivi geometrici e floreali di matrice araba. Il potere temporale del monarca è suggellato dallo stemma recante le insegne della Casa d'Aragona e del Regno di Sicilia delimitato da due leoni in posizione simmetrica e speculare.
Sulla parete superiore del trono è raffigurata la Maestà di Cristo fra gli Apostoli Pietro e Paolo ovvero un terzo Cristo Pantocratore con aureola a croce greca, abbigliamento regale, in atto benedicente con la mano destra mentre la sinistra tiene chiuso il Vangelo, ritratto fra San Pietro e San Paolo apostoli e gli arcangeli Michele e Gabriele. Il posizionamento dell'immagine del Cristo Pantocratore in differenti ambienti non si riscontra in nessun altro tempio siciliano. È qui che si incarna con la massima potenza l'idea di una relazione speciale tra Dio e il monarca, tra re e il Re dei re.
|       |         |              |                   |                           |
| Trono | Nartece | Parete ovest | Fonte battesimale | Pantocratore fra Apostoli |

### Cupola

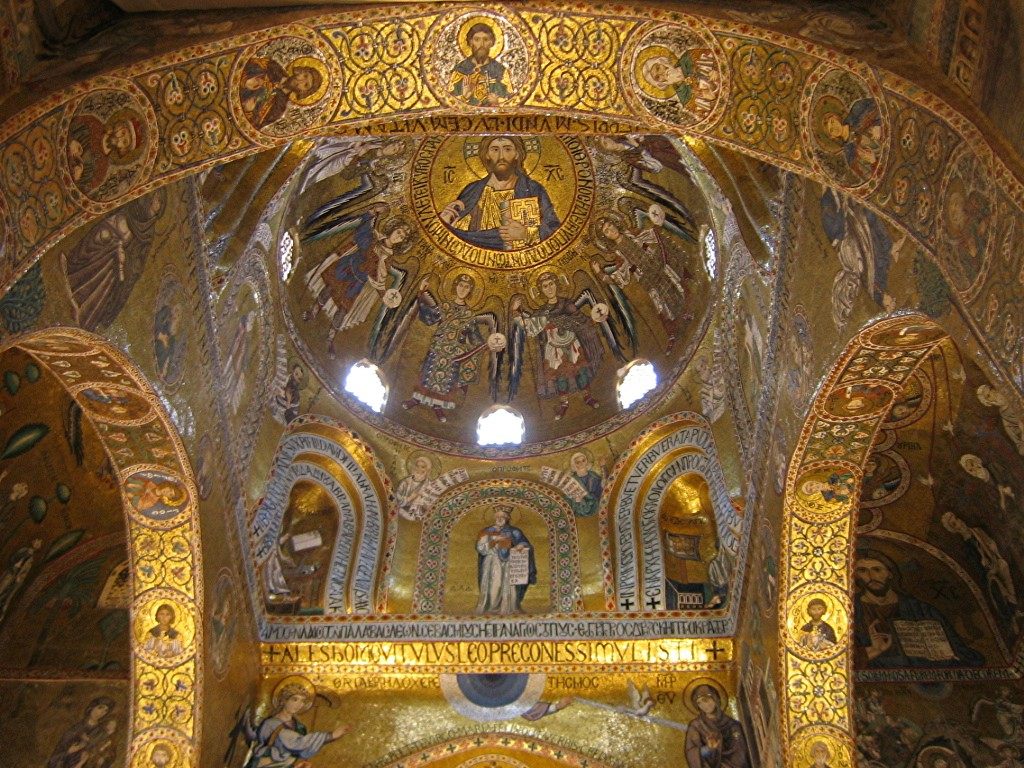
Mosaici della cupola.

Al centro della cupola il Cristo Pantocratore, raffigurato in atto benedicente con la mano destra, mentre con la sinistra tiene il Vangelo aperto al versetto: "Io sono la luce del mondo, chi segue me non cammina nelle tenebre, ma avrà la luce della vita", scritto in greco sulla pagina sinistra e in latino sulla destra, l'equivalente immagine absidale tra i mosaici di datazione più antica risalenti alla costruzione originaria. L'aureola a croce greca e le vesti ricordano gli abiti cerimoniali degli imperatori bizantini. Cristo è posto al centro del cerchio circondato dagli otto arcangeli Michele, Gabriele, Uriele, Raffaele, Barachiel, Jeudiel, Sealtiel, ?, a loro volta abbigliati in abiti regali, con lo scettro nella mano destra, simbolo di potenza, molti di essi recano il globo crucigero nella sinistra, in atteggiamento orante in atto di riverenza. Lo splendore e la magnificenza della gloria celeste è ancor più esaltata dalla luce delle otto finestre poste alla base dell'emisfero.
Alle pareti del corpo che sostiene il tamburo sono raffigurati quattro profeti: Giovanni Battista, Salomone, Zaccaria e Davide. Appena sopra fanno capolino le teste di altri otto profeti Isaia, Geremia, Ezechiele, Giona, Daniele, Mosè, Elia ed Eliseo, che recano pergamene con citazioni greche, indicanti la venuta di Cristo. Nelle nicchie d'angolo con doppia strombatura sono raffigurati i quattro evangelisti, Giovanni, Luca, Marco, Matteo, nei cartigli gli incipit in latino dei rispettivi Vangeli. L'insieme evoca il Salmo 11,4: "Il Signore nel tempio santo, il Signore ha il trono nei cieli".

### Absidi
- Absidiola destra: Cappella di San Paolo. Nell'ordine sono presenti i mosaici raffiguranti Sant'Anna e Maria bambina, l'Apostolo Paolo, scene della Natività di Gesù, un quarto Cristo Pantocratore con mano benedicente al petto. Alla base è collocata la statua marmorea raffigurante San Pietro Apostolo, opera di Giovanni Battista Ragusa realizzata nel 1726.[29]
- Absidiola sinistra: Cappella di San Pietro documentata come Cappella del Santissimo Sacramento.[26] Nell'ordine sono presenti i mosaici raffiguranti San Giuseppe e Gesù fanciullo, l'Apostolo Pietro, la Vergine Odigitria, Sant'Andrea Apostolo.

Sull'arco absidale, tratta dalla tradizione bizantina è rappresentata la scena dell'Annunciazione con l'Arcangelo Annunciante a sinistra e la Vergine Annunciata a destra, mosaico eseguito dalle maestranze al servizio di Ruggero.
- Pareti e volta con Santi (San Gregorio Magno, San Silvestro Papa), Arcangeli (Michele, Gabriele), nella parte sommitale è raffigurata la colomba dello Spirito Santo e alcuni Simboli della Passione: l'Etimasia del trono.

Il Cristo Pantocratore della calotta dell'abside tiene nella mano sinistra il Vangelo aperto al versetto: "Io sono la luce del mondo, chi segue me non cammina nelle tenebre, ma avrà la luce della vita", scritto in greco sulla pagina sinistra e in latino sulla destra. Nel registro inferiore o catino absidale, l'iconostasi presenta la Vergine in Trono, a sinistra Pietro Apostolo e Maria Maddalena, sulla destra Giovanni il Battista e Giacomo Apostolo. Queste ultime figure sono aggiunte effettuate nel tardo XVIII secolo, pertanto non rispettano i canoni bizantini.

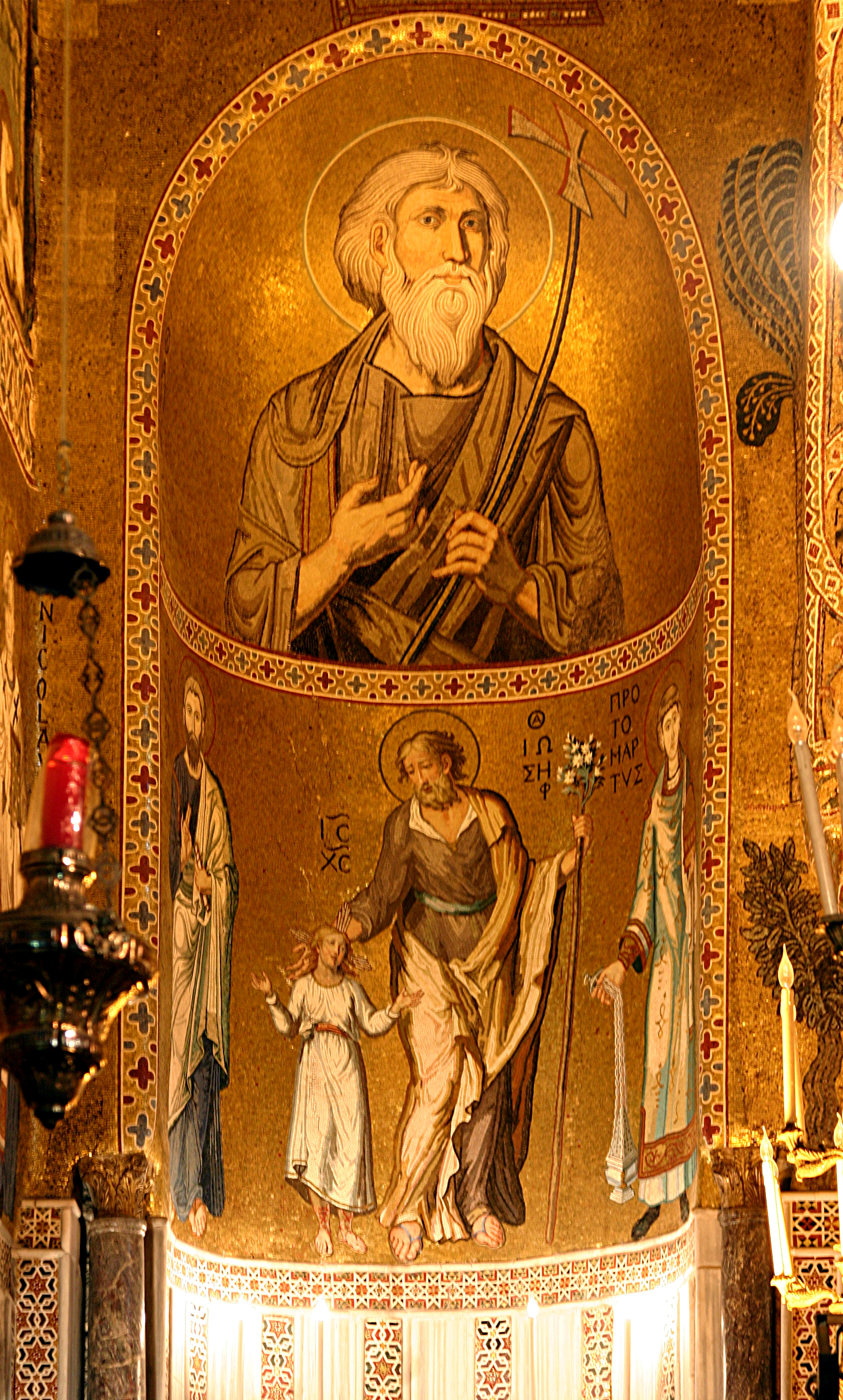
Dettaglio absidiola sinistra
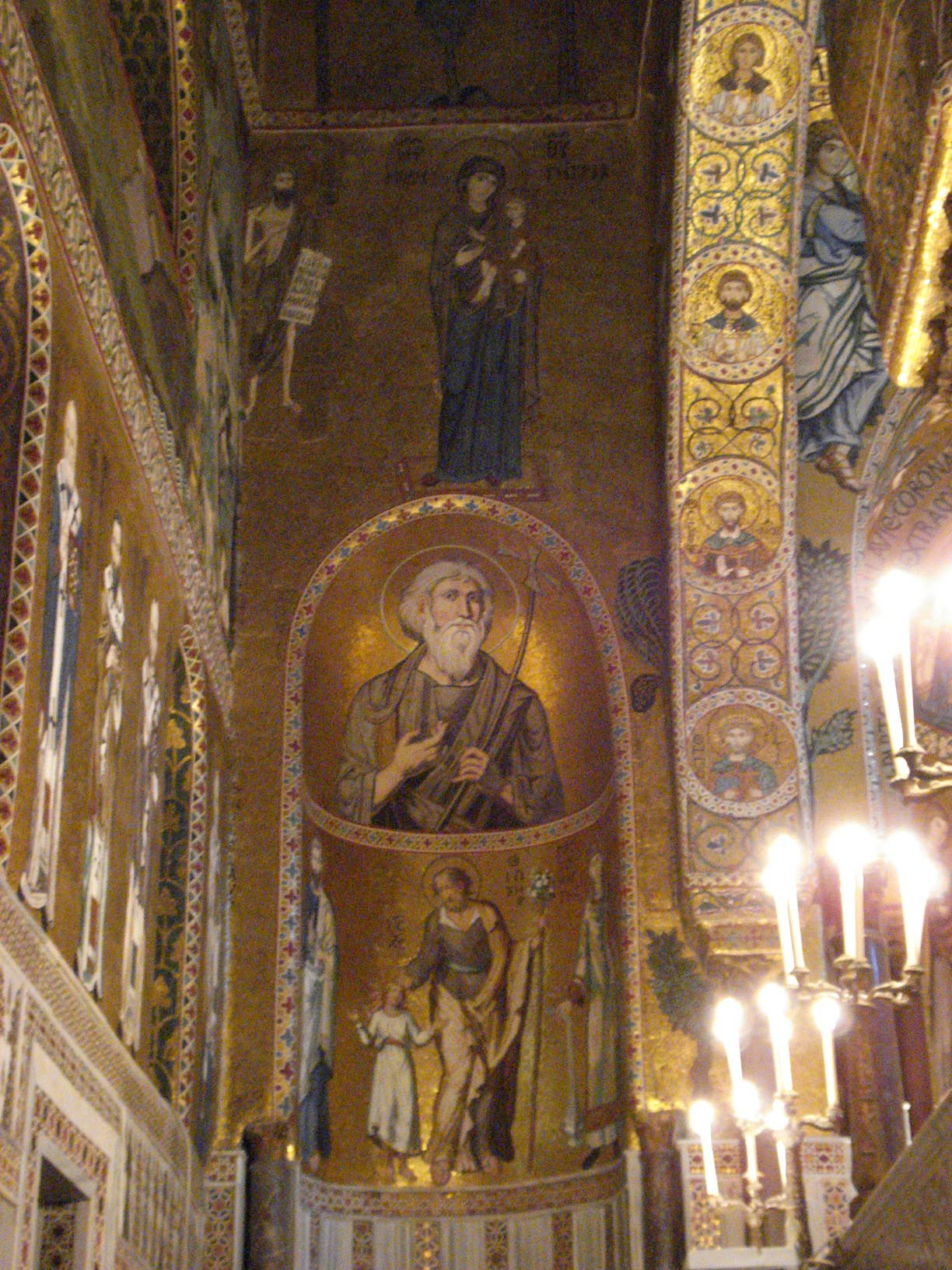
Absidiola di San Pietro
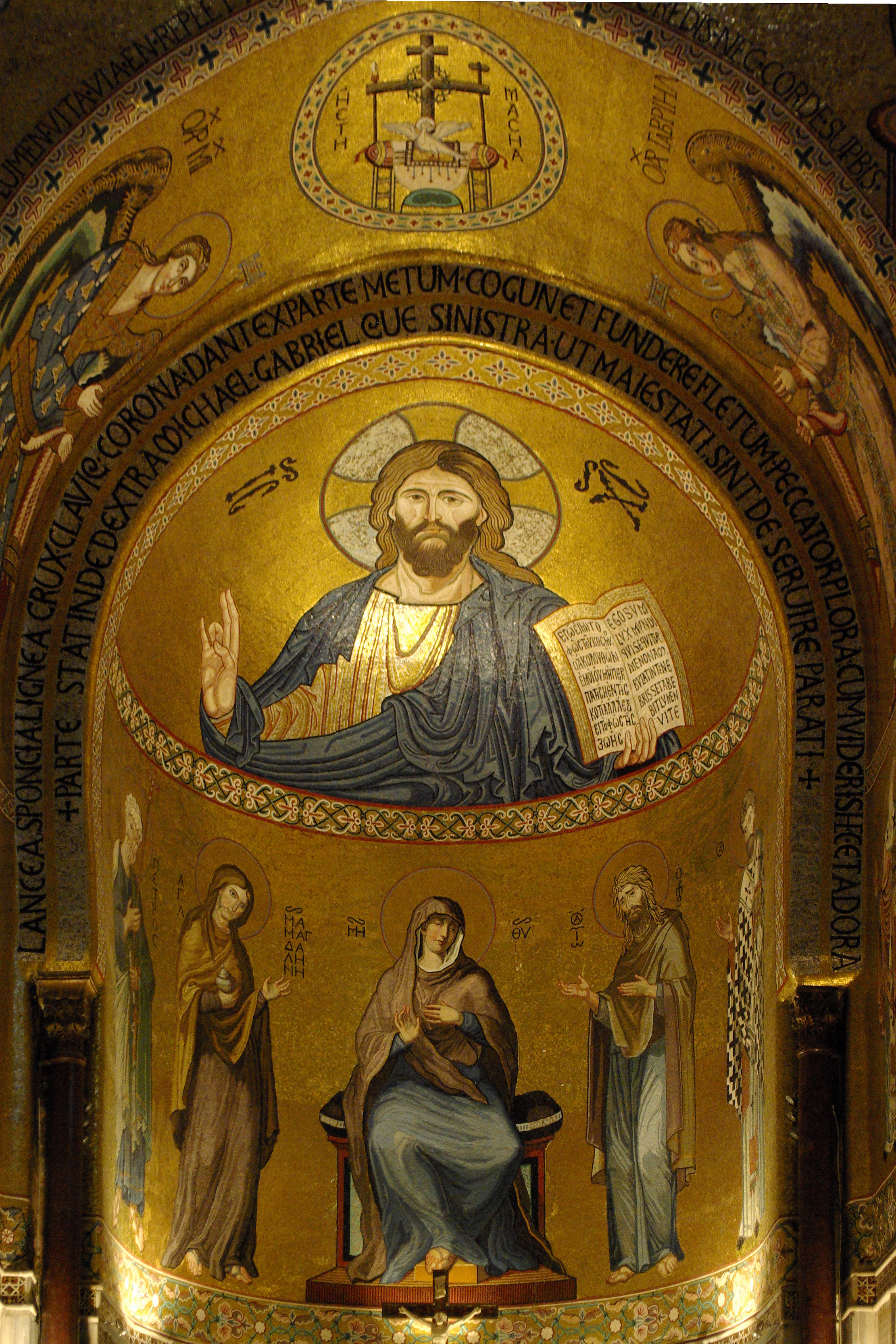
Abside
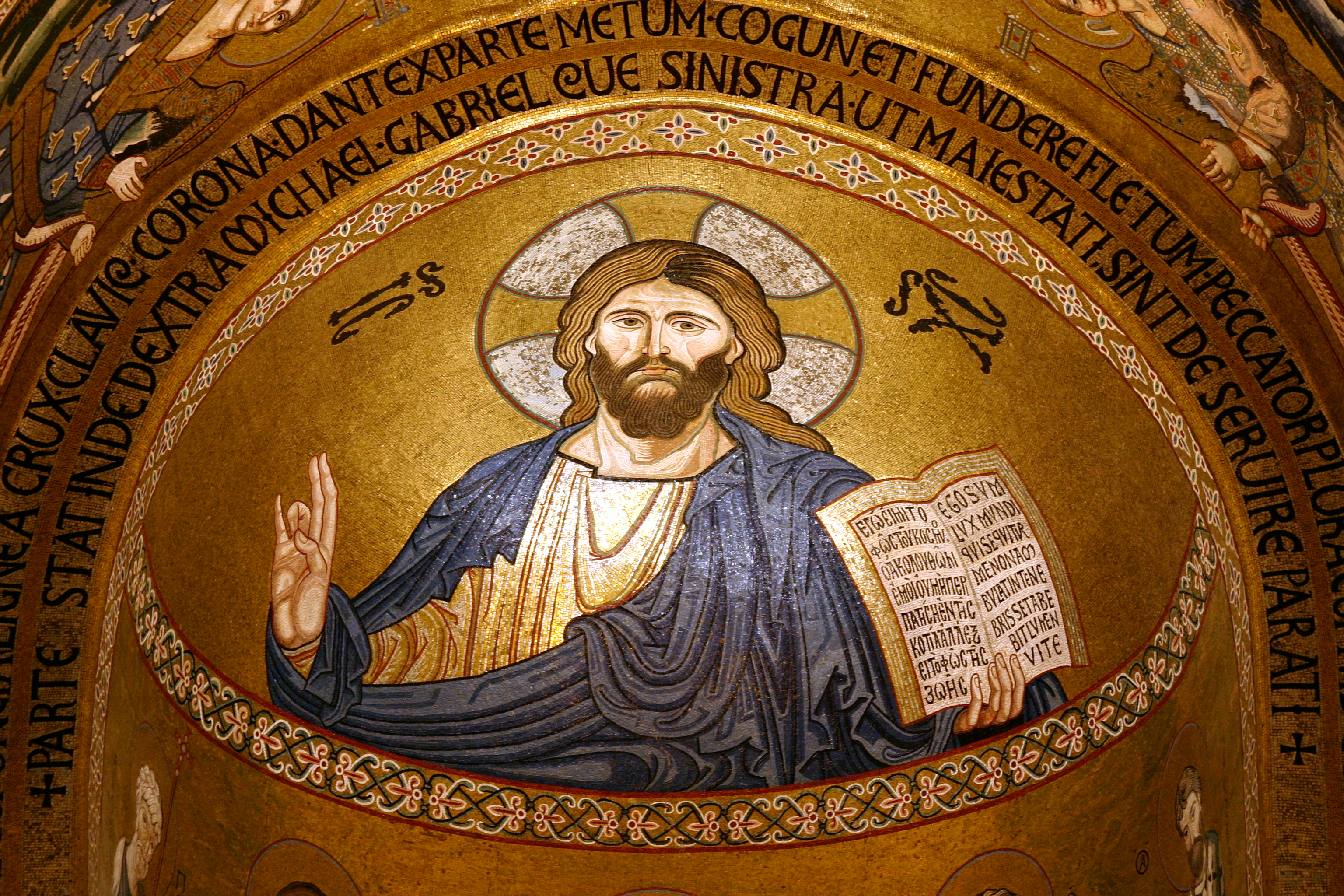
Cristo Pantocratore
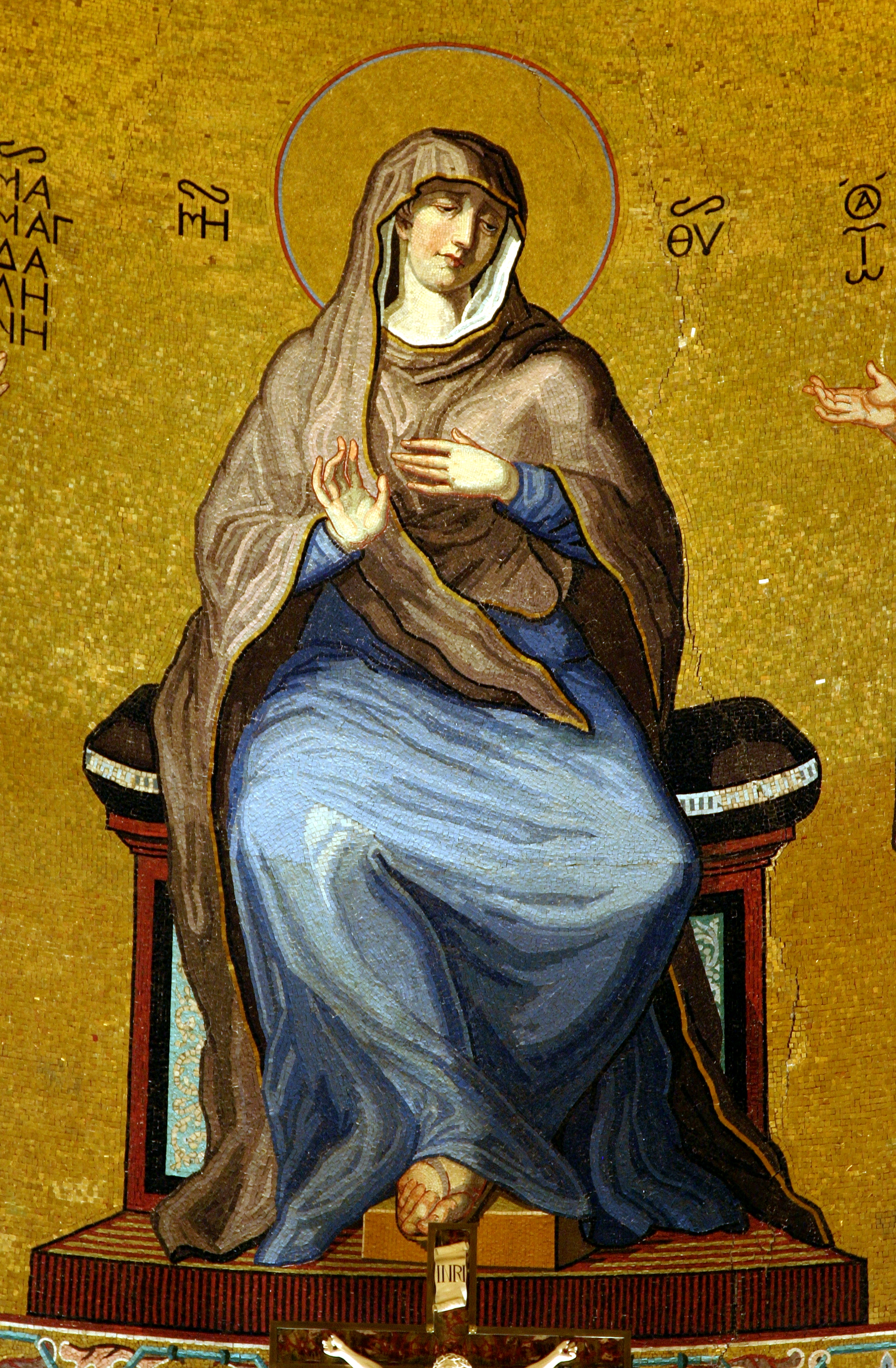
Vergine in Trono
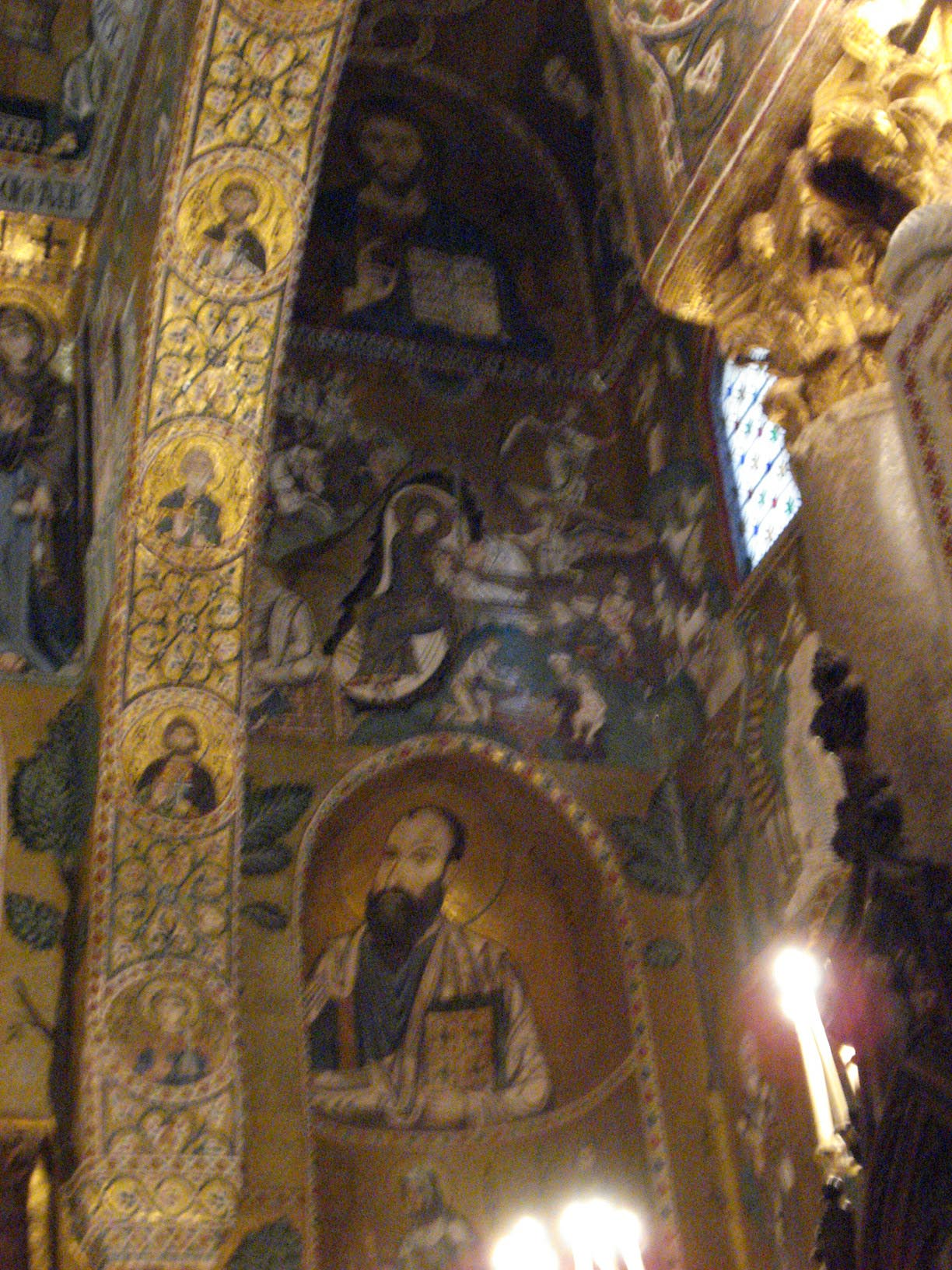
Absidiola di San Paolo
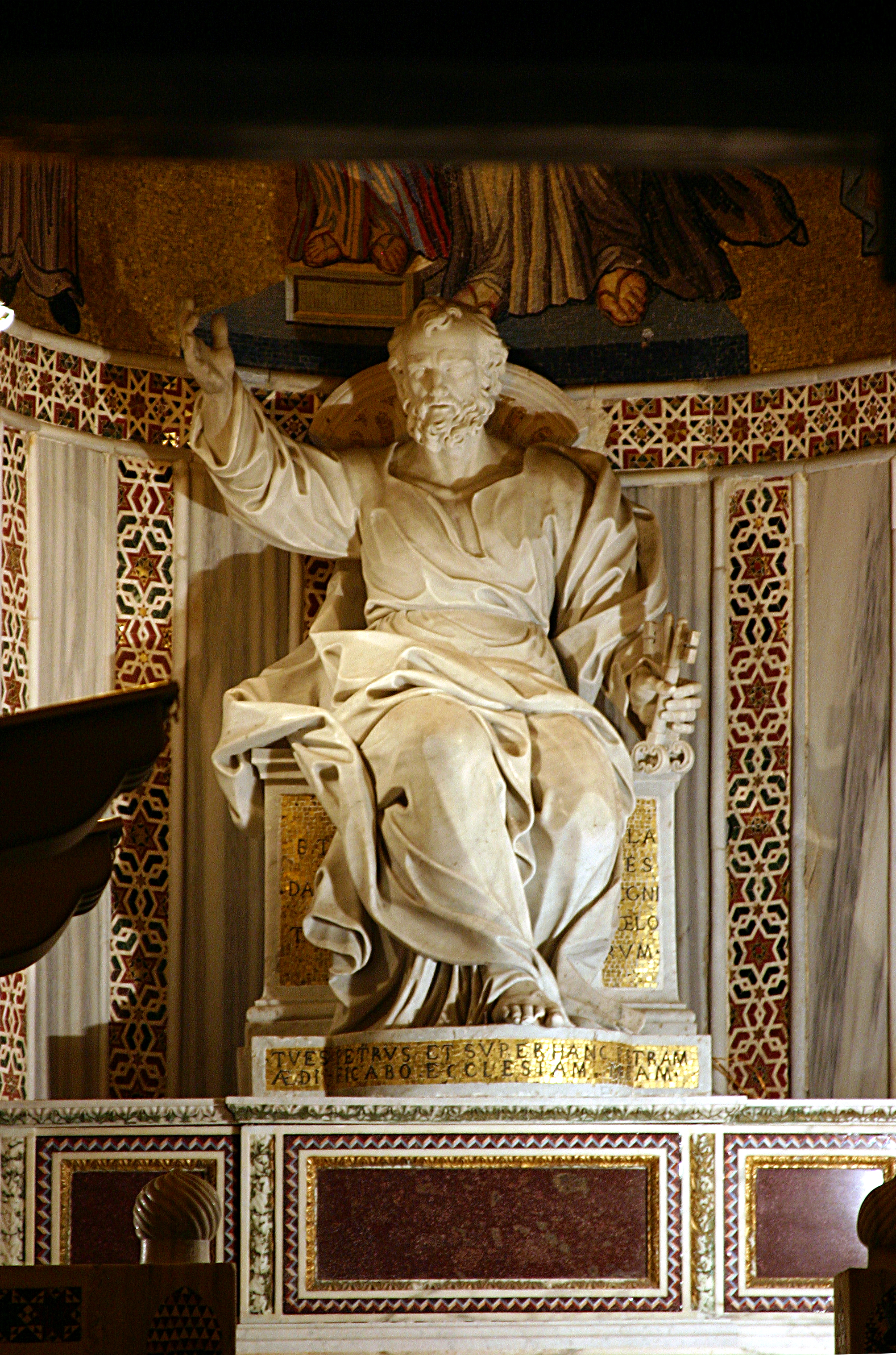
Dettaglio absidiola destra

### Soffitto
Oltre ai mosaici bizantini, pavimenti cosmateschi, la Cappella Palatina è celebre per i soffitti intagliati, realizzati dai maestri di scuola fatimide e iranica, espressione artistica tipica degli edifici arabi del Ifriqiya e della Persia. Le muqarnas dei cassoni lignei, dipinte con immagini rare e iscrizioni cufiche, presentano ornamenti fitoformi e zoomorfi, uccelli, animali fantastici e mitologici, tra cui figure umane, quest'ultime espressamente vietate dalla tradizione musulmana altrove, qui immortalate in: scene di caccia, di guerra e d'amore, suonatori, danzatrici, giocatori di scacchi.
Le espressioni palatine costituiscono una rarissima eccezione, unico caso presente in Sicilia d'arte islamica permeata dal gusto e dalle concezioni nordiche: tra le rosette in legno pitture con le raffigurazioni dello stesso sovrano committente o eminenti dignitari o rappresentanti in vesti orientali, spesso seduti a gambe incrociate nell'atto di suonare chitarre e altri strumenti. Quasi a conciliare la loro musica astratta e silenziosa con i cori dei canti bizantini e latini.

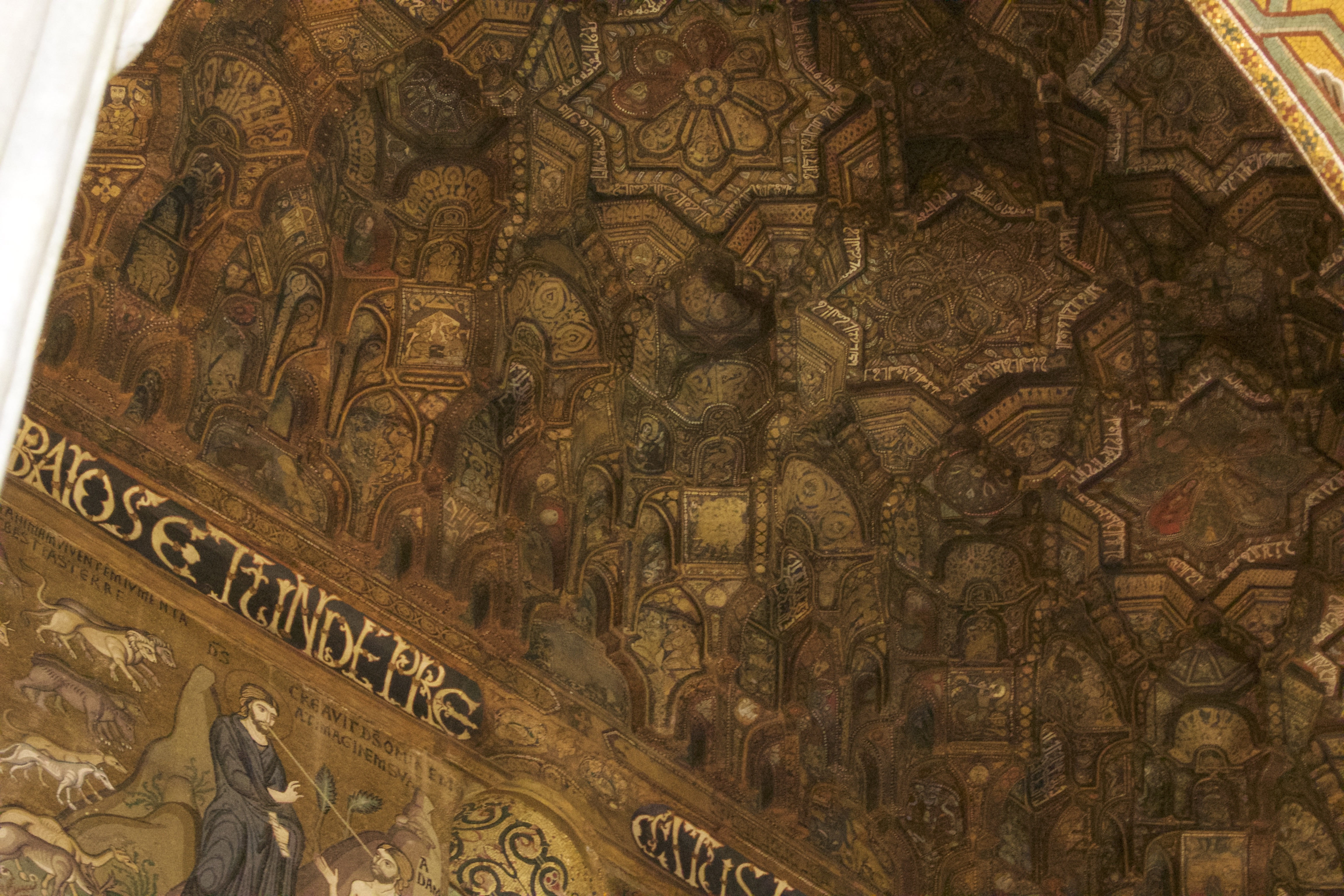
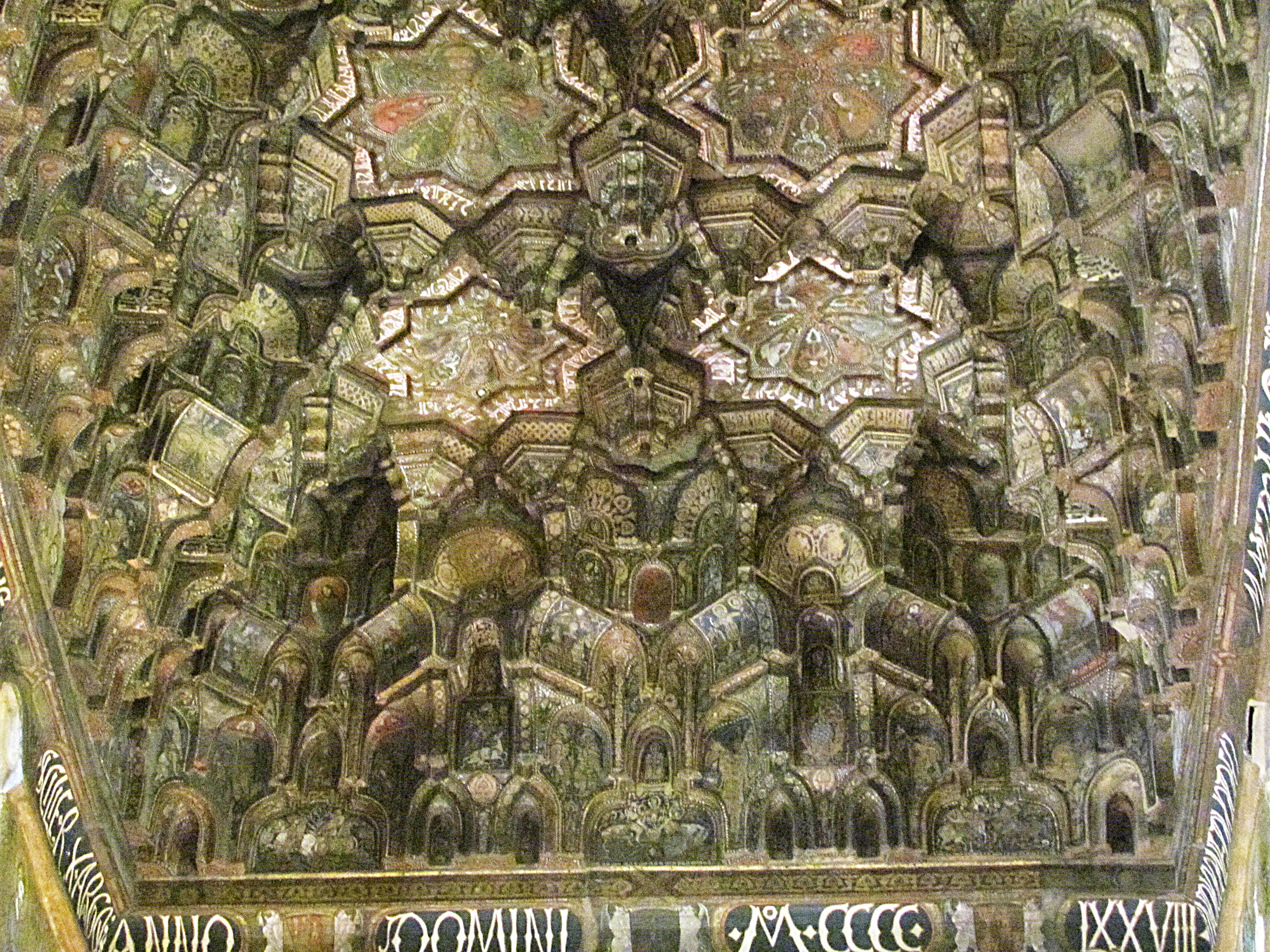
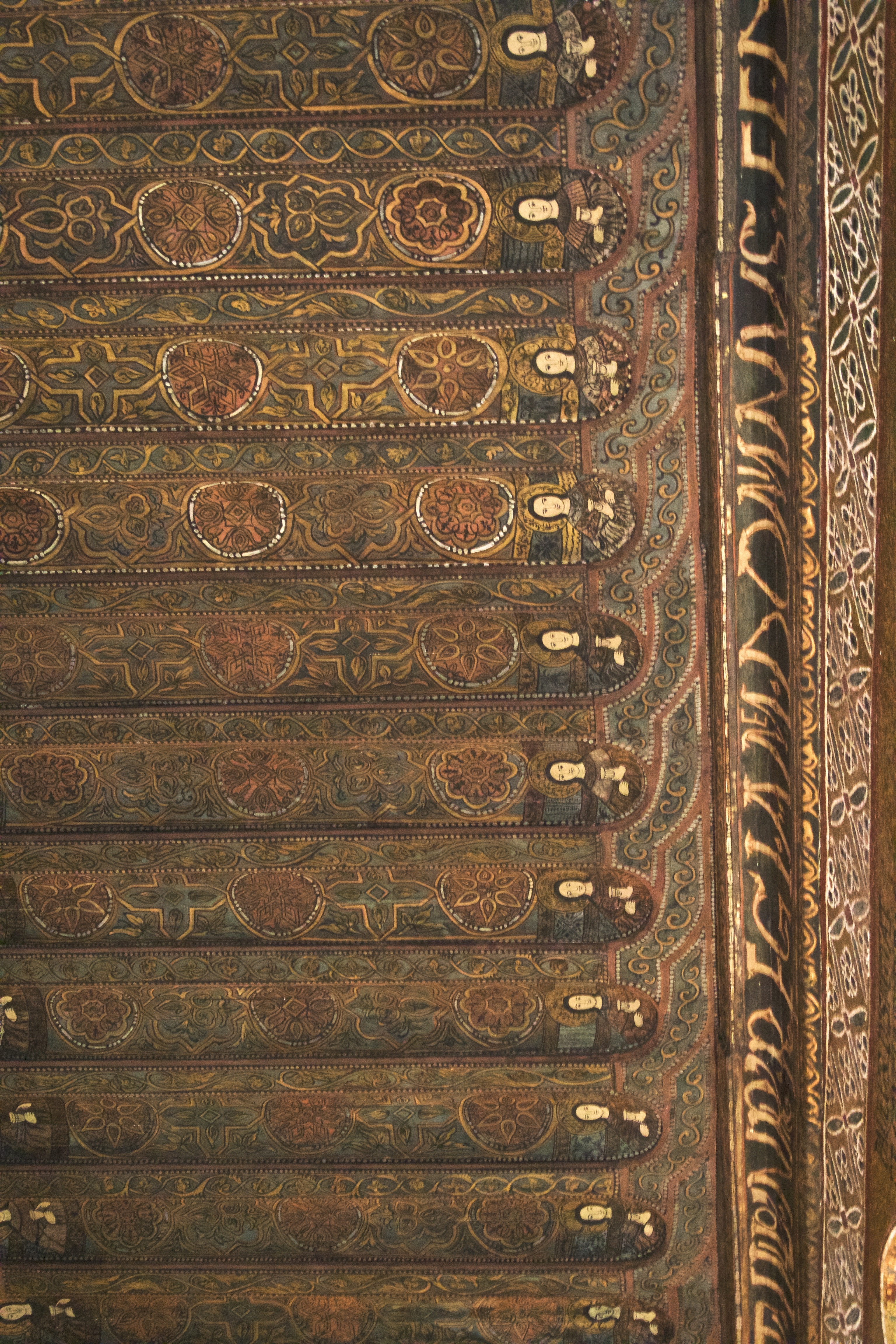
Soffitto fatimida
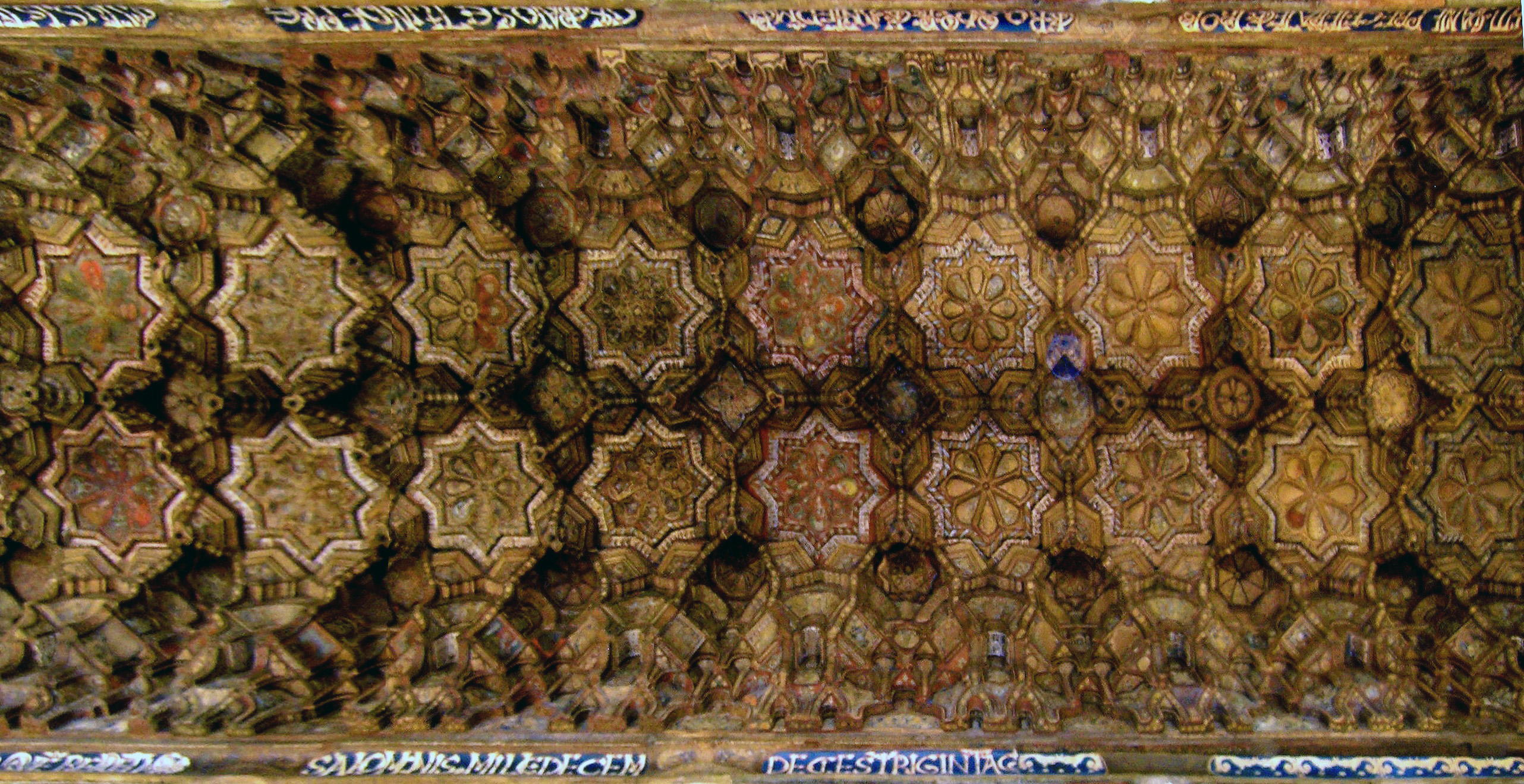
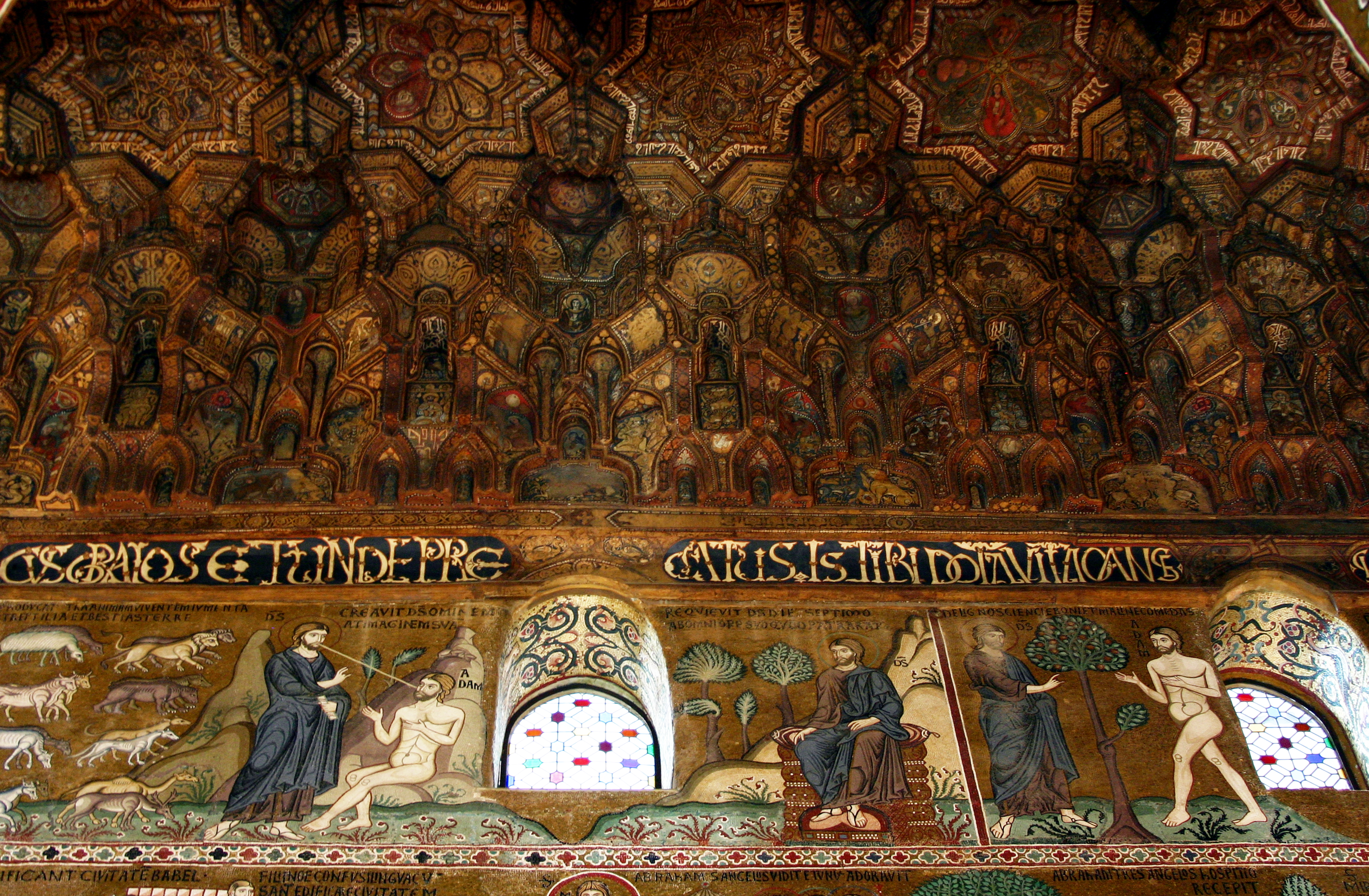

## Chiesa ipogea e Criptae

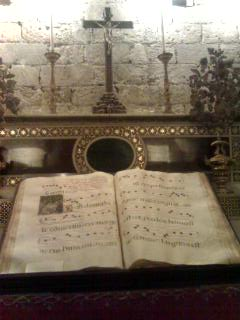
Altare nella cripta

La struttura sottostante comprende una chiesa romanica e la cripta della Cappella Palatina. Il complesso ipogeo di Santa Maria delle Grazie, costituito da una chiesetta, preceduta da nartece, dall'antistante sacello e dagli ambulacri. Questa chiesa è probabilmente il primo edificio religioso della cittadella militare normanna. Nel 1117 primitivo santuario sotterraneo, definito da Tommaso Fazello: Specum subterraneum religiosissimum, altrimenti noto come primitiva chiesa di Santa Maria di Gerusalemme. Il nartece ospitava il sacello, camera sepolcrale di re Guglielmo I di Sicilia, il cui sarcofago fu trasferito dal figlio Guglielmo II nel 1182 nella cattedrale di Santa Maria Nuova di Monreale.
Manufatti documentati:

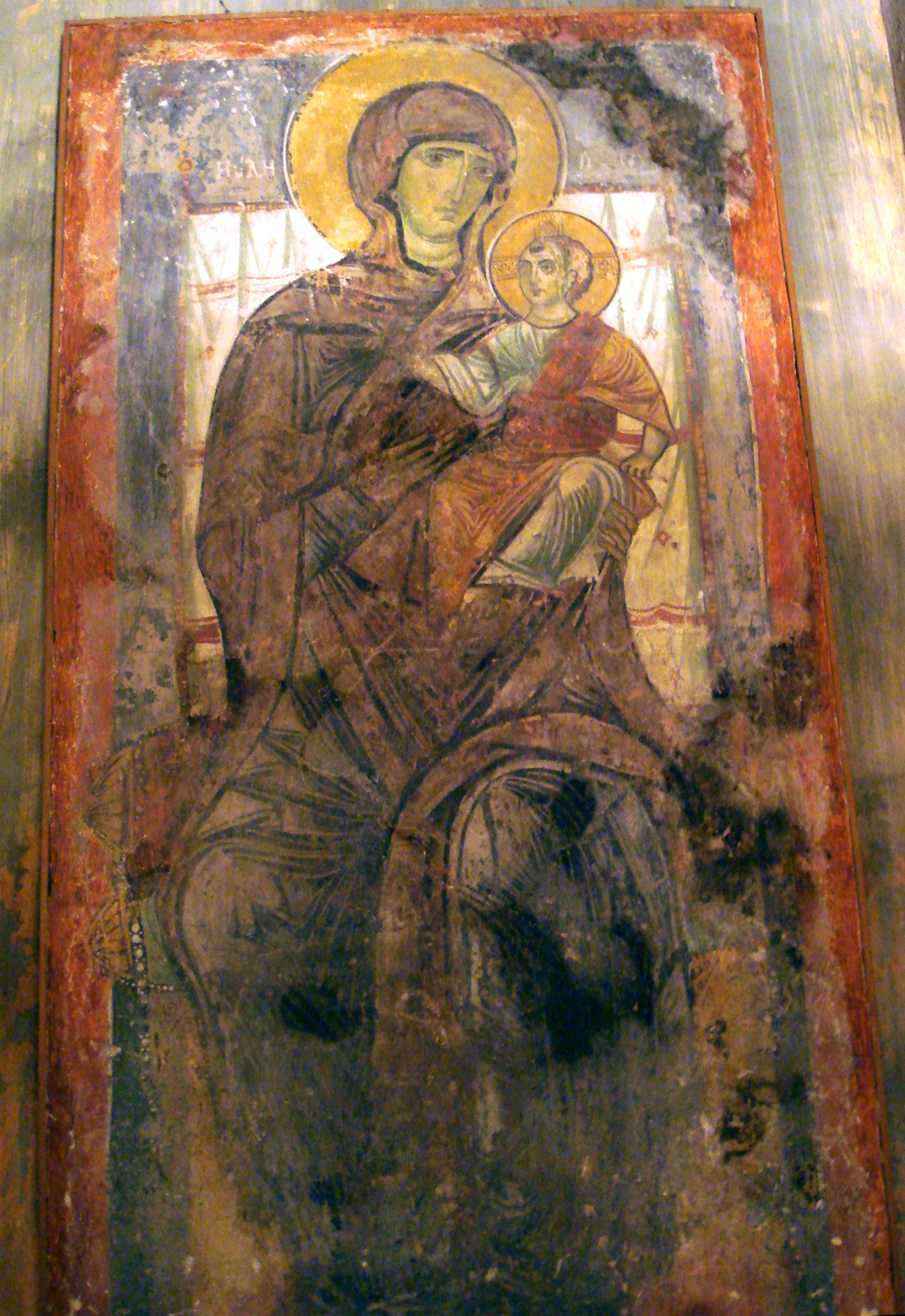
Madonna medievale.

- Abside con altare della Madonna della Grazia:[6] l'ambiente custodisce un'icona in foglia oro raffigurante la Vergine col Bambino, d'epoca seicentesca, rimaneggiata nel XIX secolo, verosimilmente espressione di una immagine più antica.
- Altare del Santissimo Crocifisso: custodisce un Crocifisso proveniente dalla Cappella delle Confessioni del tribunale dell'Inquisizione allo Steri;[37]
- Croce con iscrizione bizantina "IC XC NI KA": "Gesù Cristo Vince";[36]
- Immagini antiche imitanti il mosaico: San Vincenzo e Santa Niceta;[36]
- Tra l'abside centrale e la pròtesi era affrescata la Madonna Odigitria. Il dipinto riportato su tela fu collocato nel pronao della chiesa superiore fino al 1995 e trasferito nel tempio inferiore nel 1996.

Sepolture o inumazioni di viceré:
- 1582, Anna Borromeo (1551 - † 1582), sorella di Carlo Borromeo, sposa di Fabrizio Colonna, nuora di Marco Antonio Colonna, Viceré di Sicilia.[38]
- 1624, Emanuele Filiberto di Savoia, Viceré di Sicilia,[36] nipote di Filippo II di Spagna e di Elisabetta di Valois;
- 1624, Pedro Téllez-Girón, III duca di Osuna, Viceré di Sicilia;[36]
- 1677, Aniello Guzman, marchese di Castel Roderigo, Viceré di Sicilia;[36]
- 1757, Teresa Aliponzoni Fogliani de Aragona moglie di Giovanni Fogliani Sforza d'Aragona, Viceré di Sicilia.[36]

Sono presenti Sepulcrum Canonicorum, Sepulcrum Beneficiatorum, sepolture di coronati, notabili e prelati.

### Area museale
All'interno della cripta vi è un'area museale, gestita dalla fondazione Federico II, che ospita il tesoro della Palatina.
In mostra al Museo anche il diploma autentico del 1140 con il quale Ruggero II regolamentava l'ordine dei servizi divini e la gerarchia ecclesiastica della cappella.

## Canonici
- XII secolo, Ugo Falcando[39]
- XVII secolo, Rocco Pirri[40]

## Galleria d'immagini

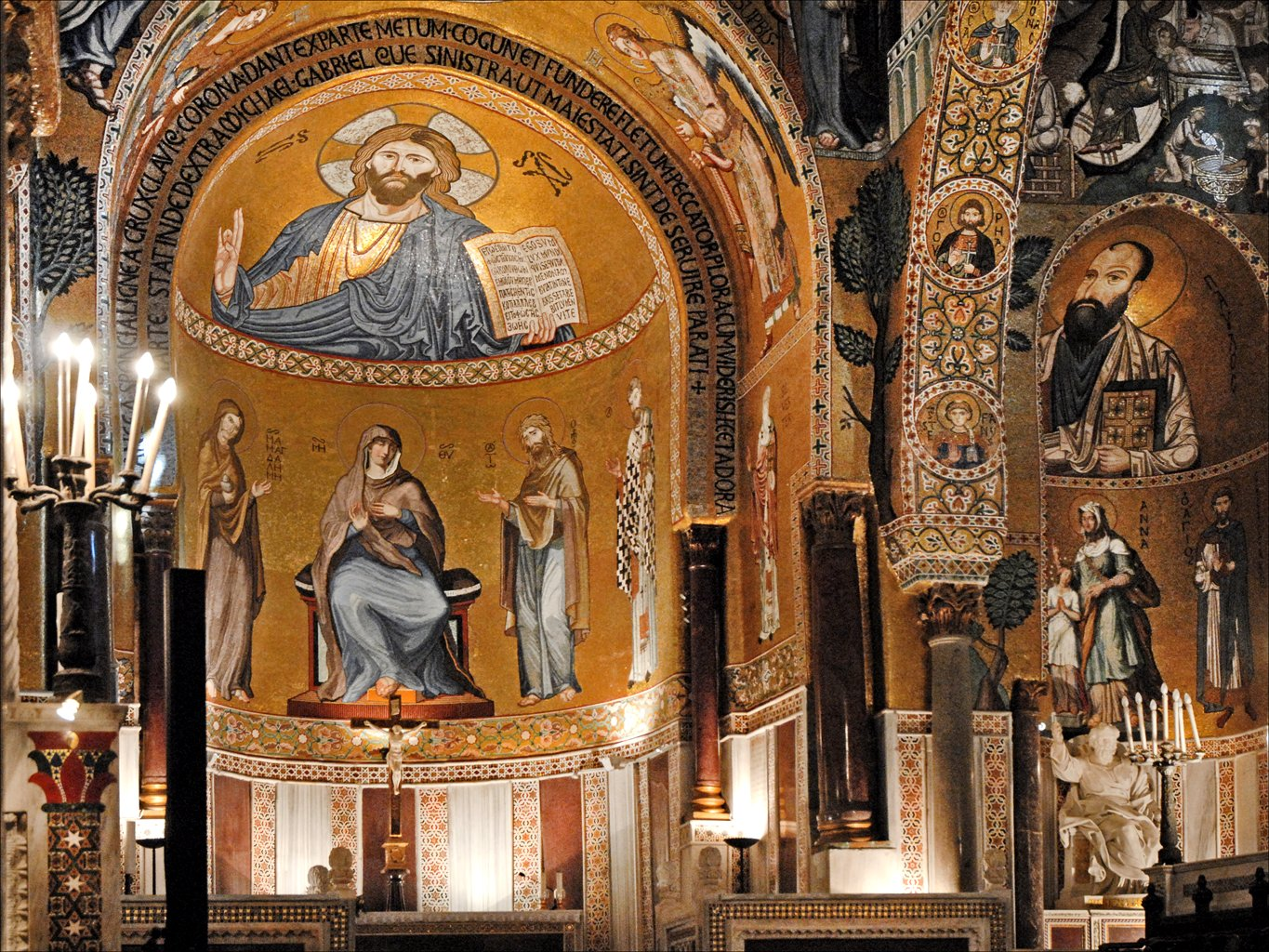
L'abside
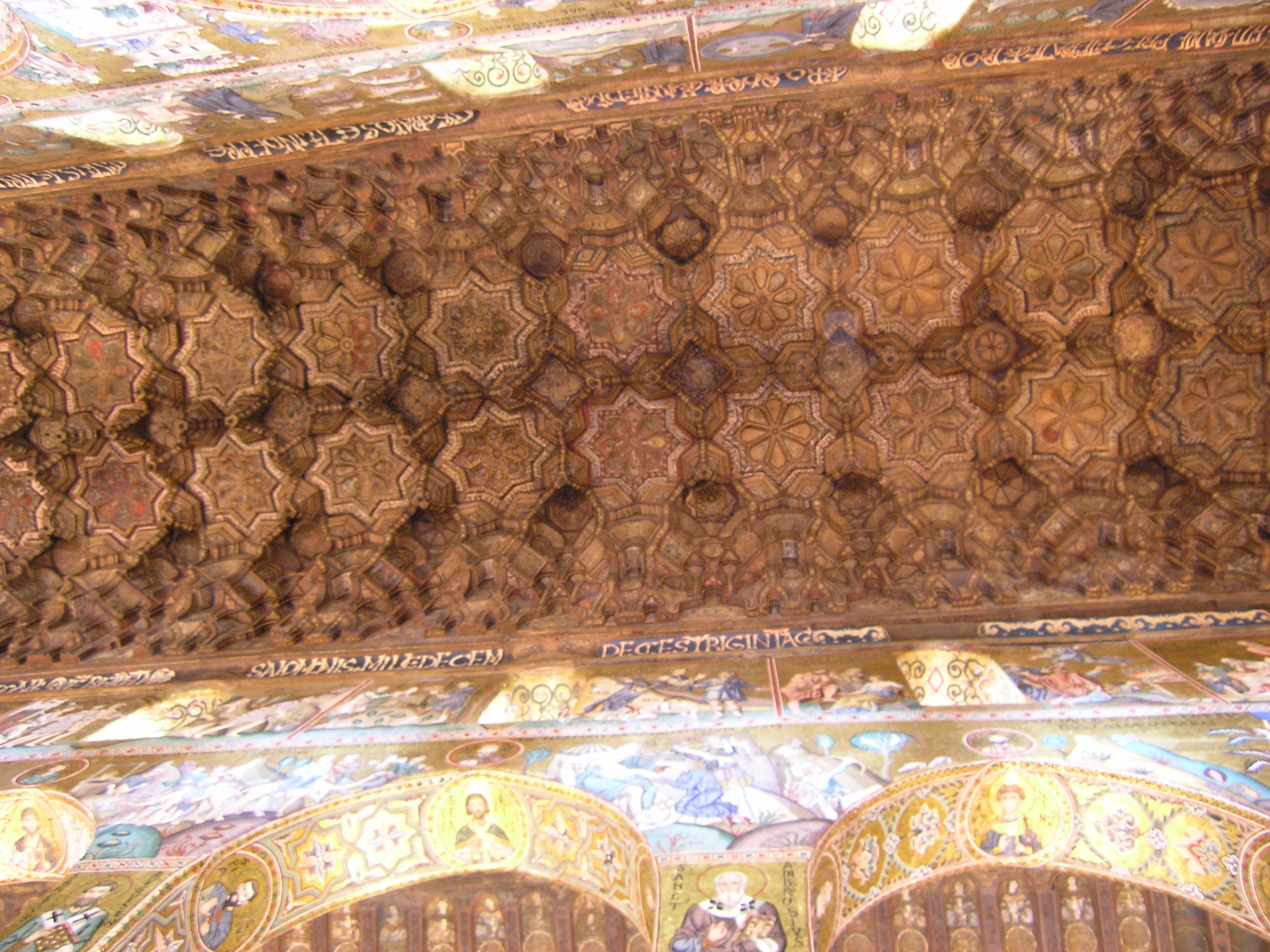
La parte del soffitto a muqarnas
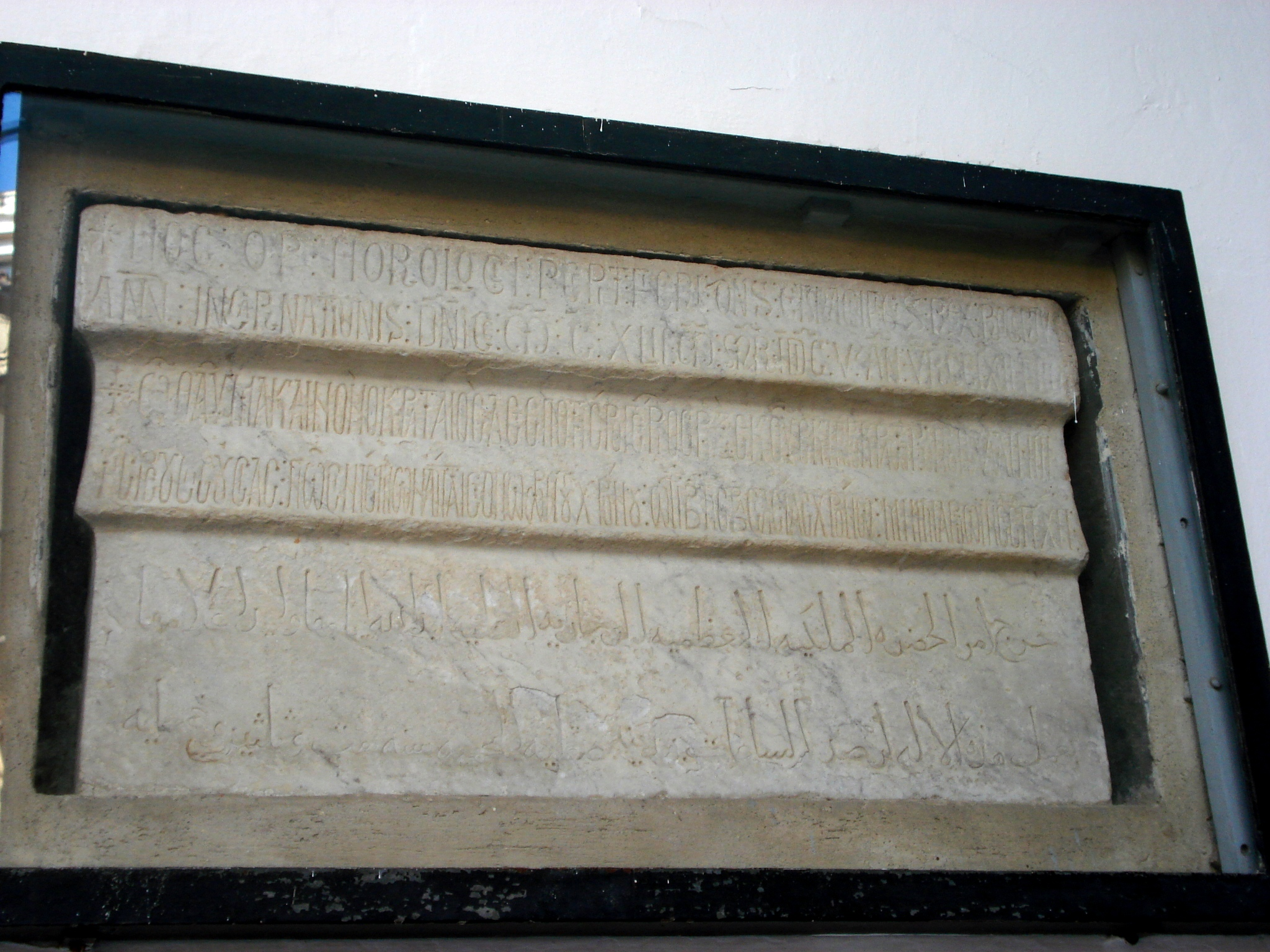
Iscrizioni che ricordano l'orologio idraulico
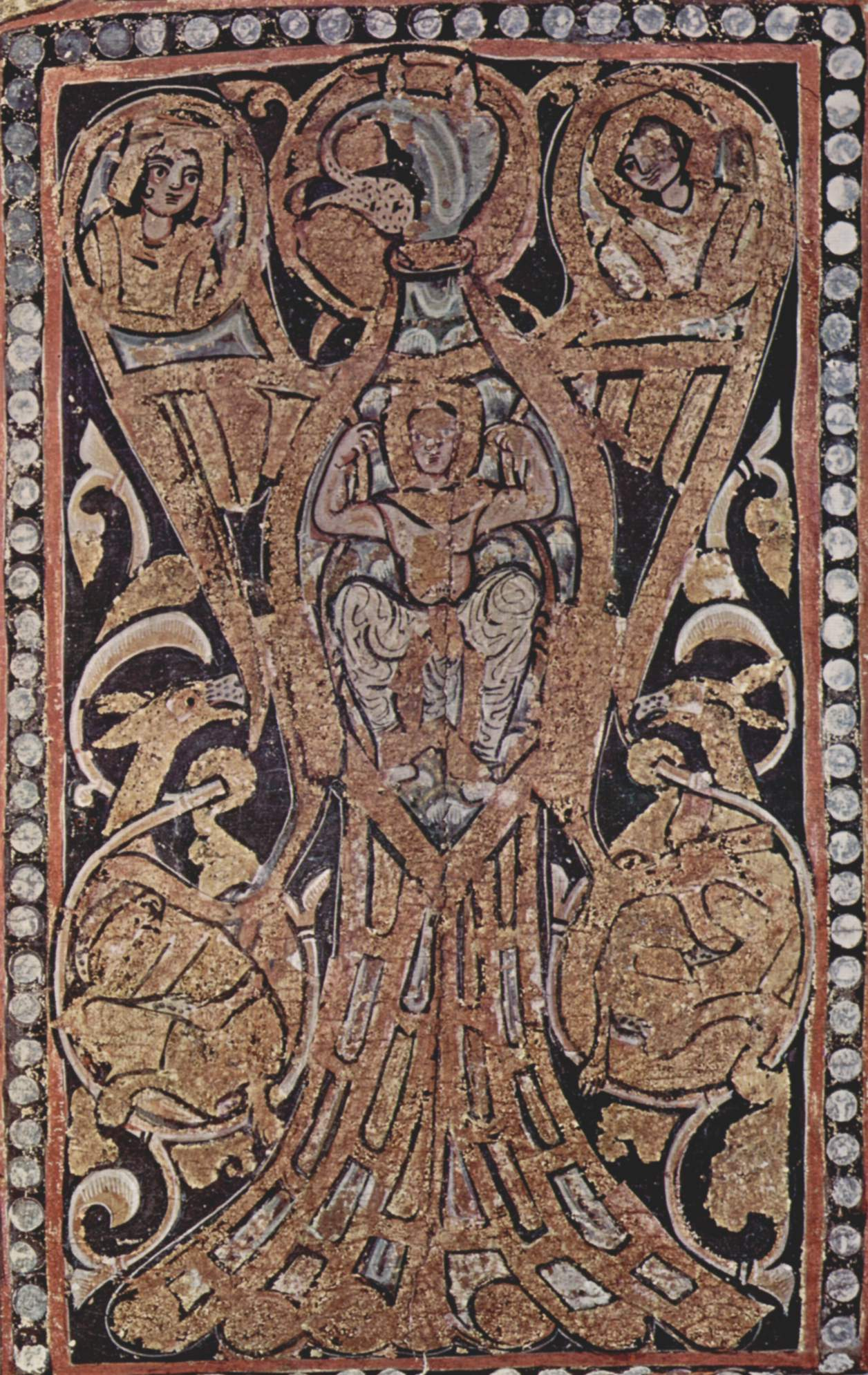
Volo di Alessandro
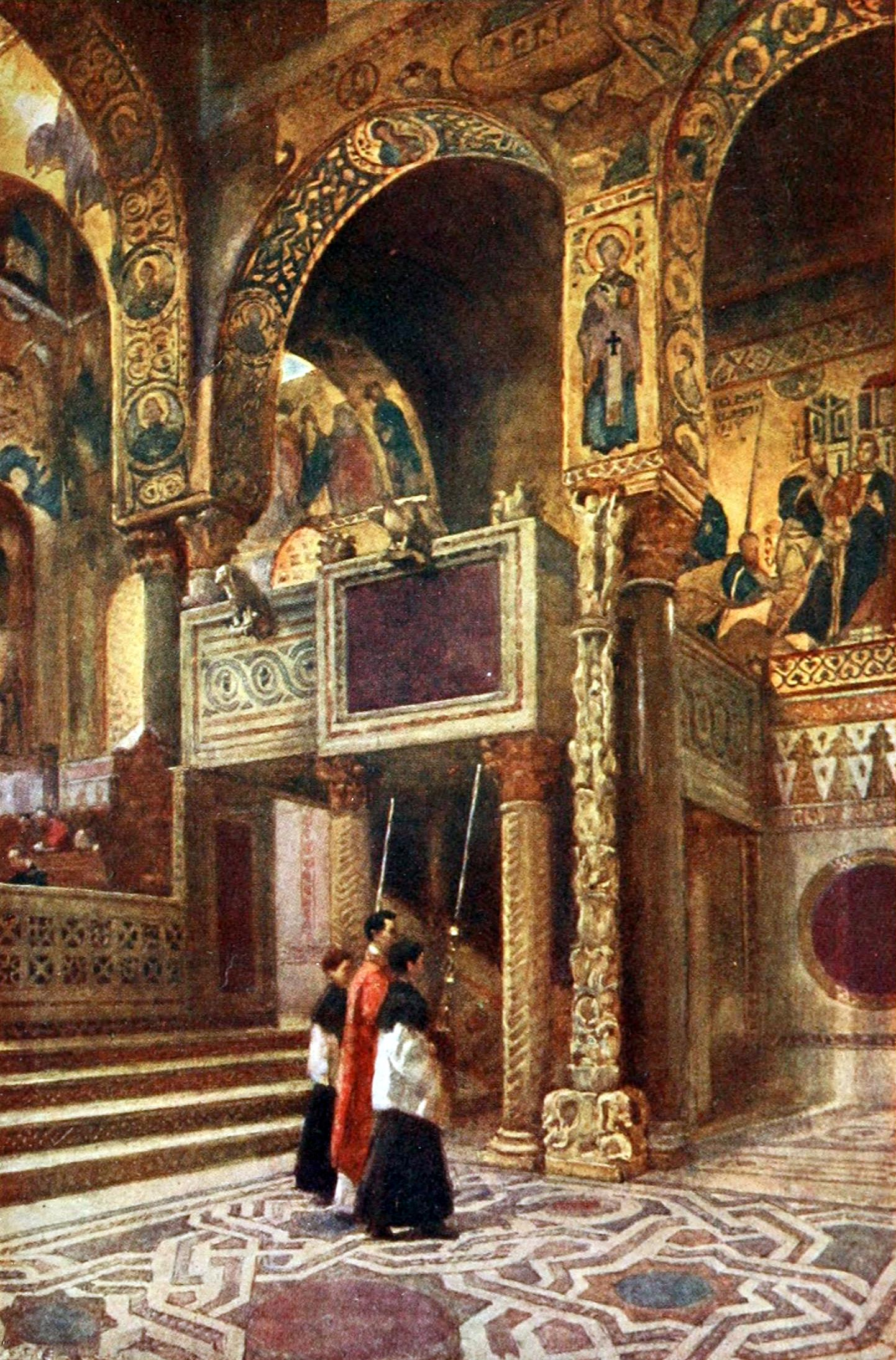
La Palatina in una illustrazione inglese del 1918
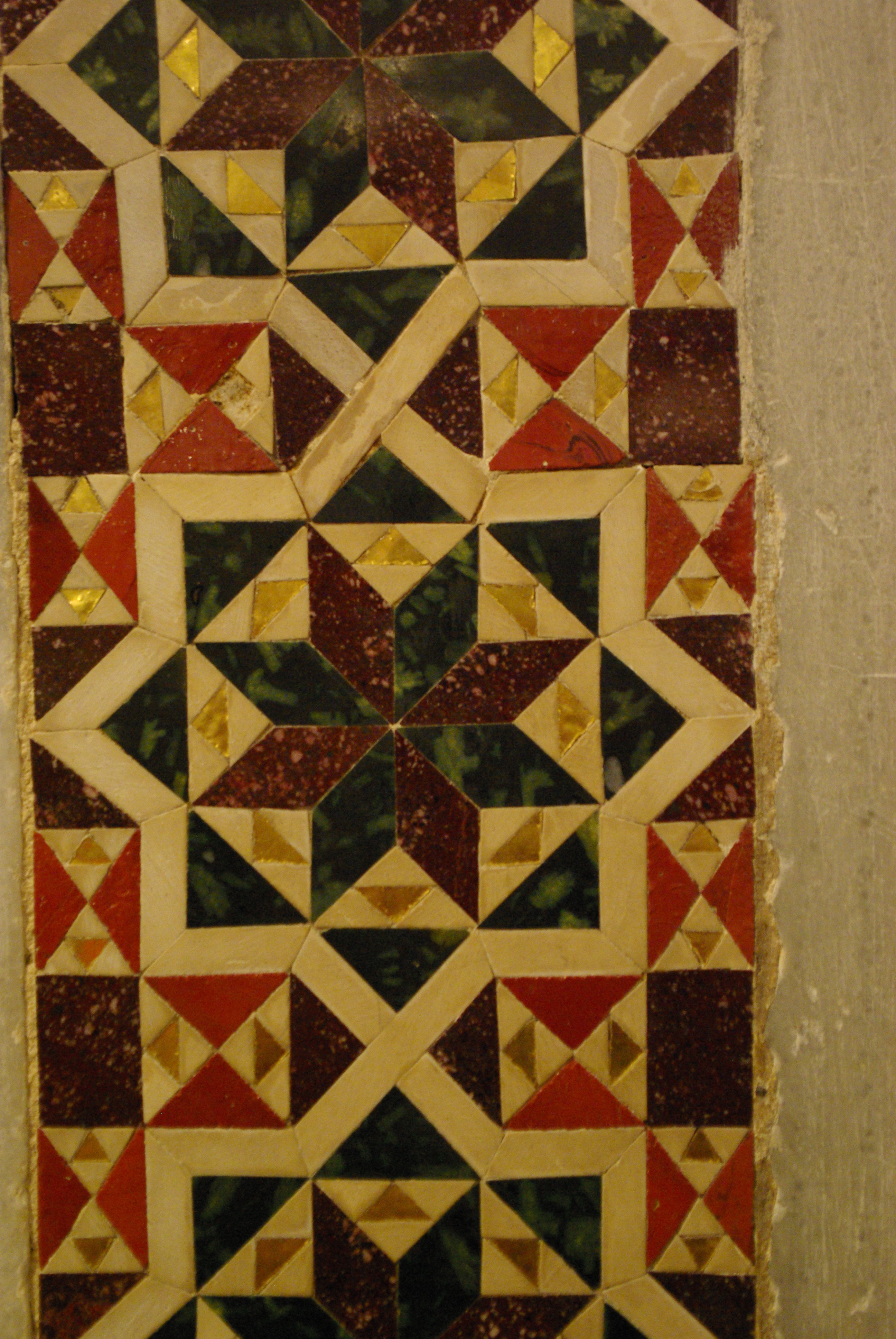
Marmi policromi
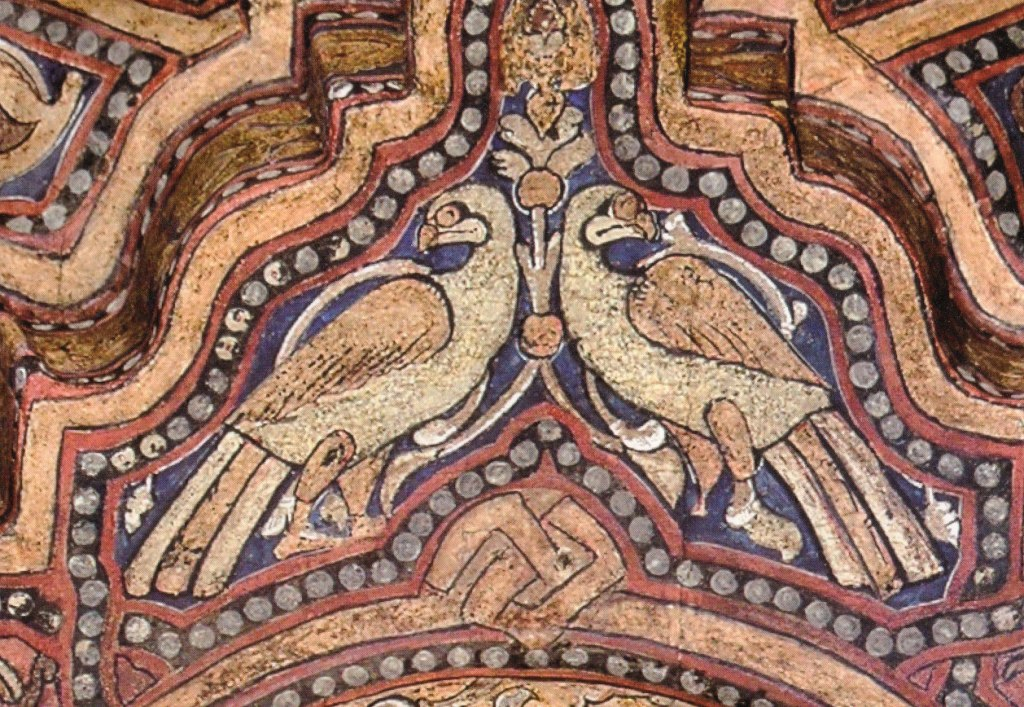
Muqarnas, particolare
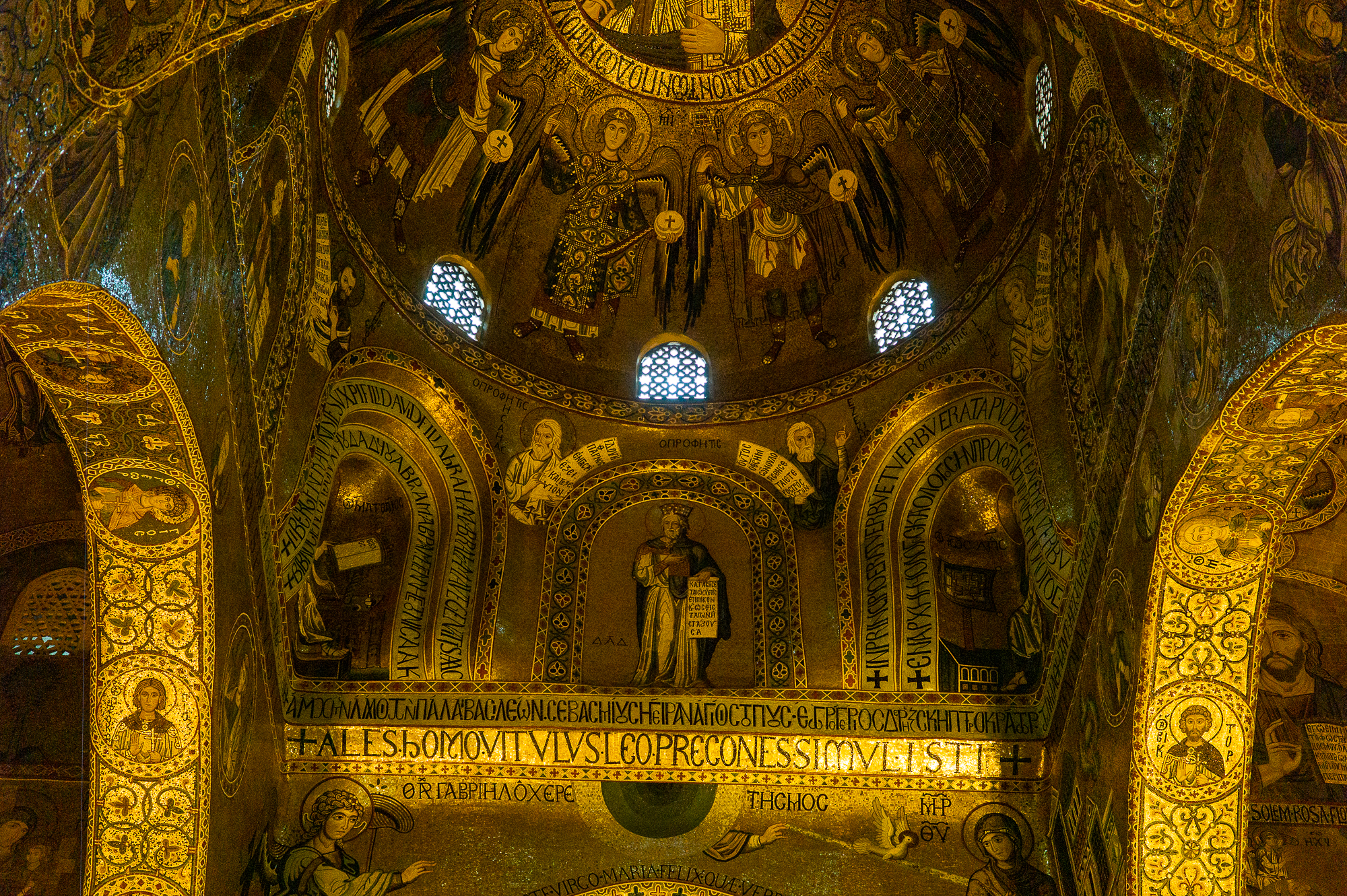
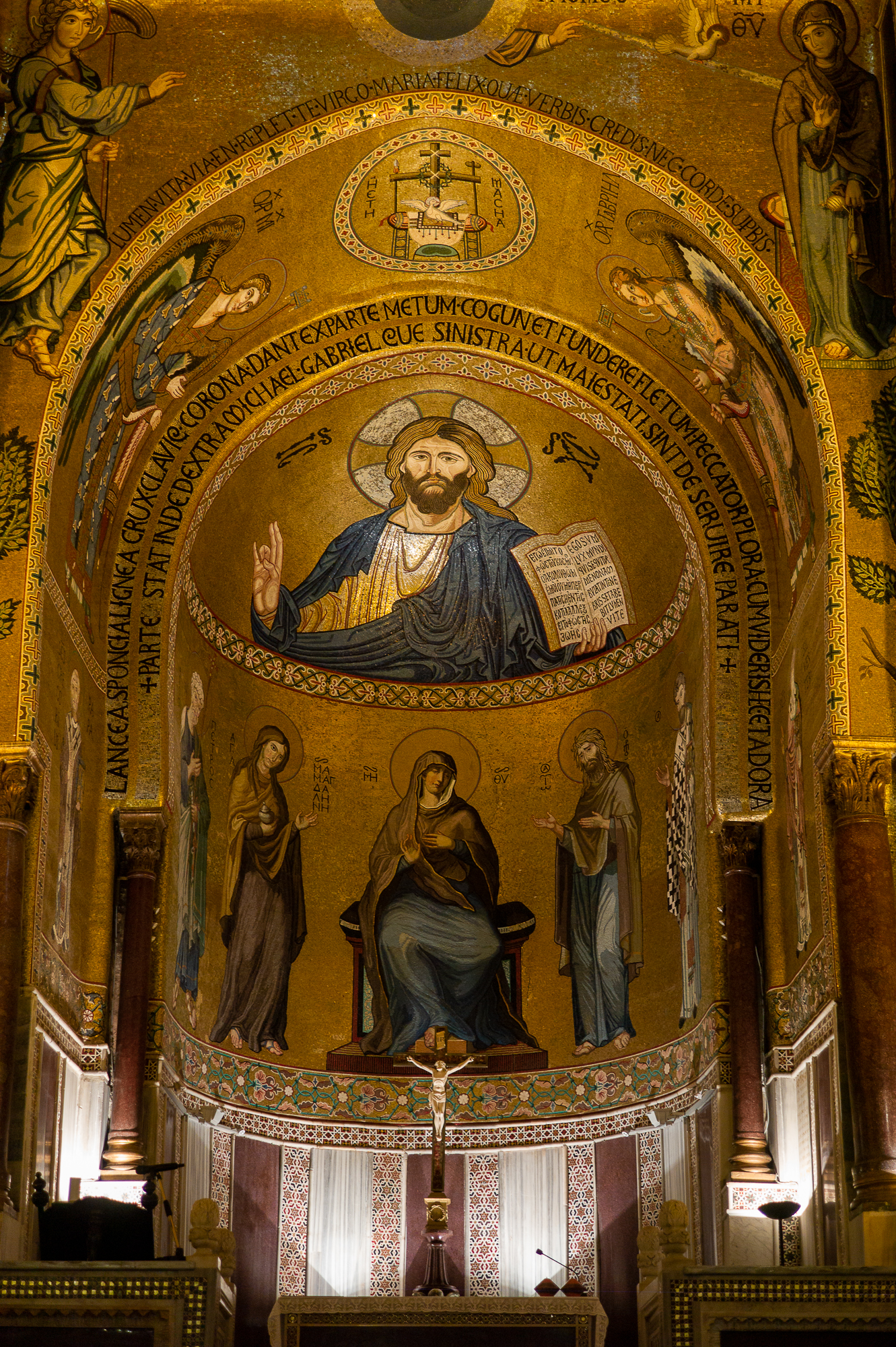
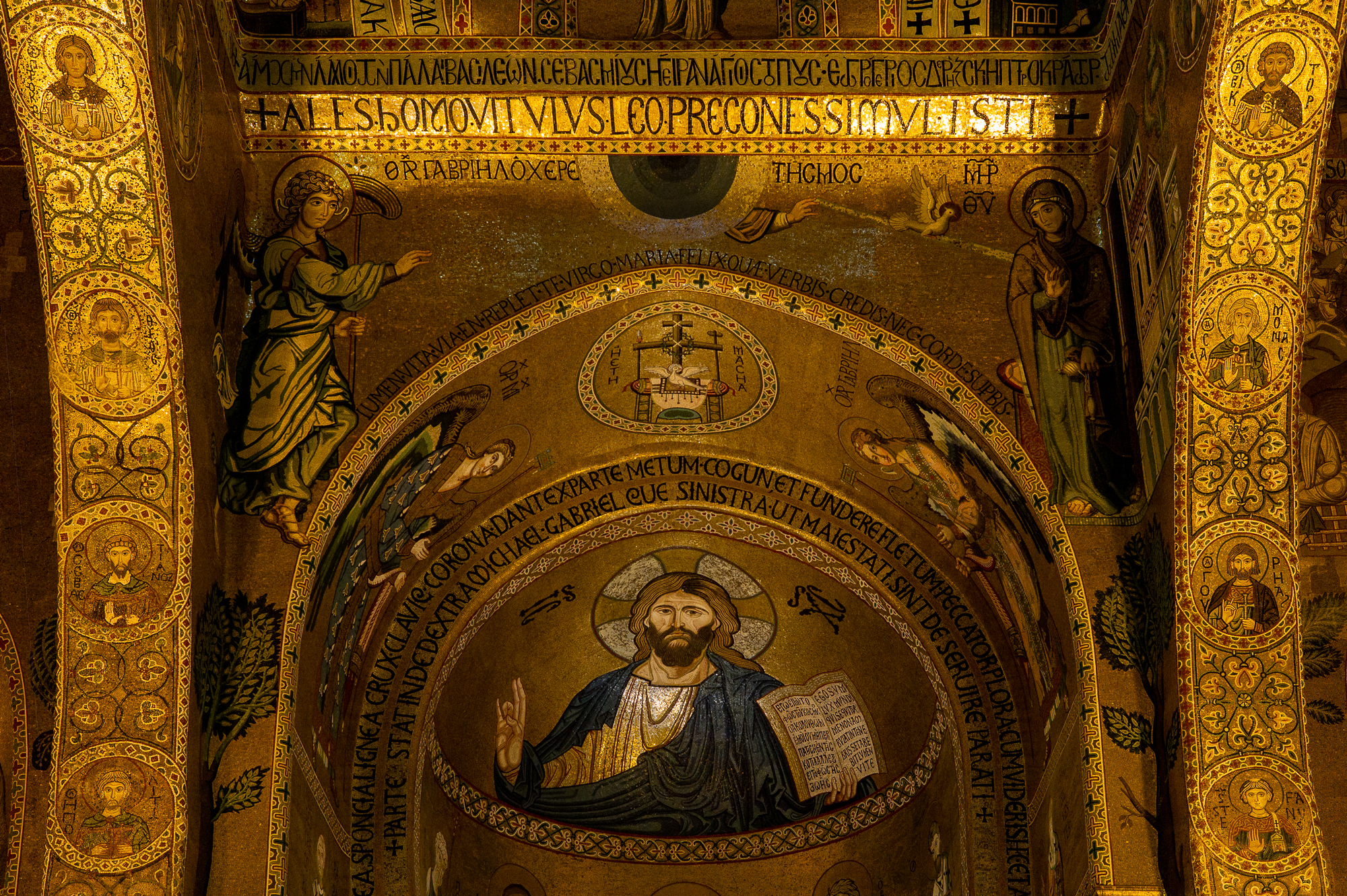
Interno
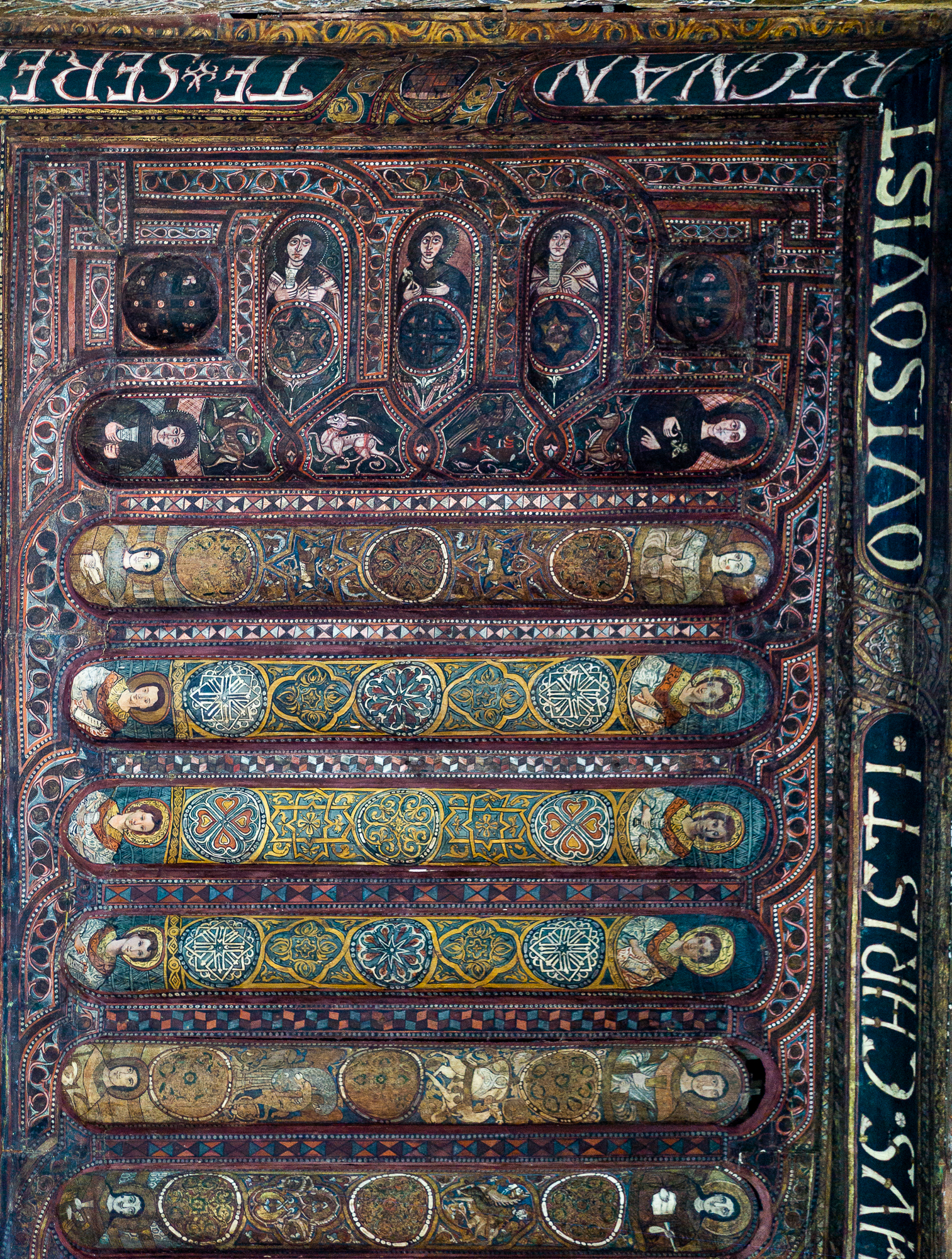
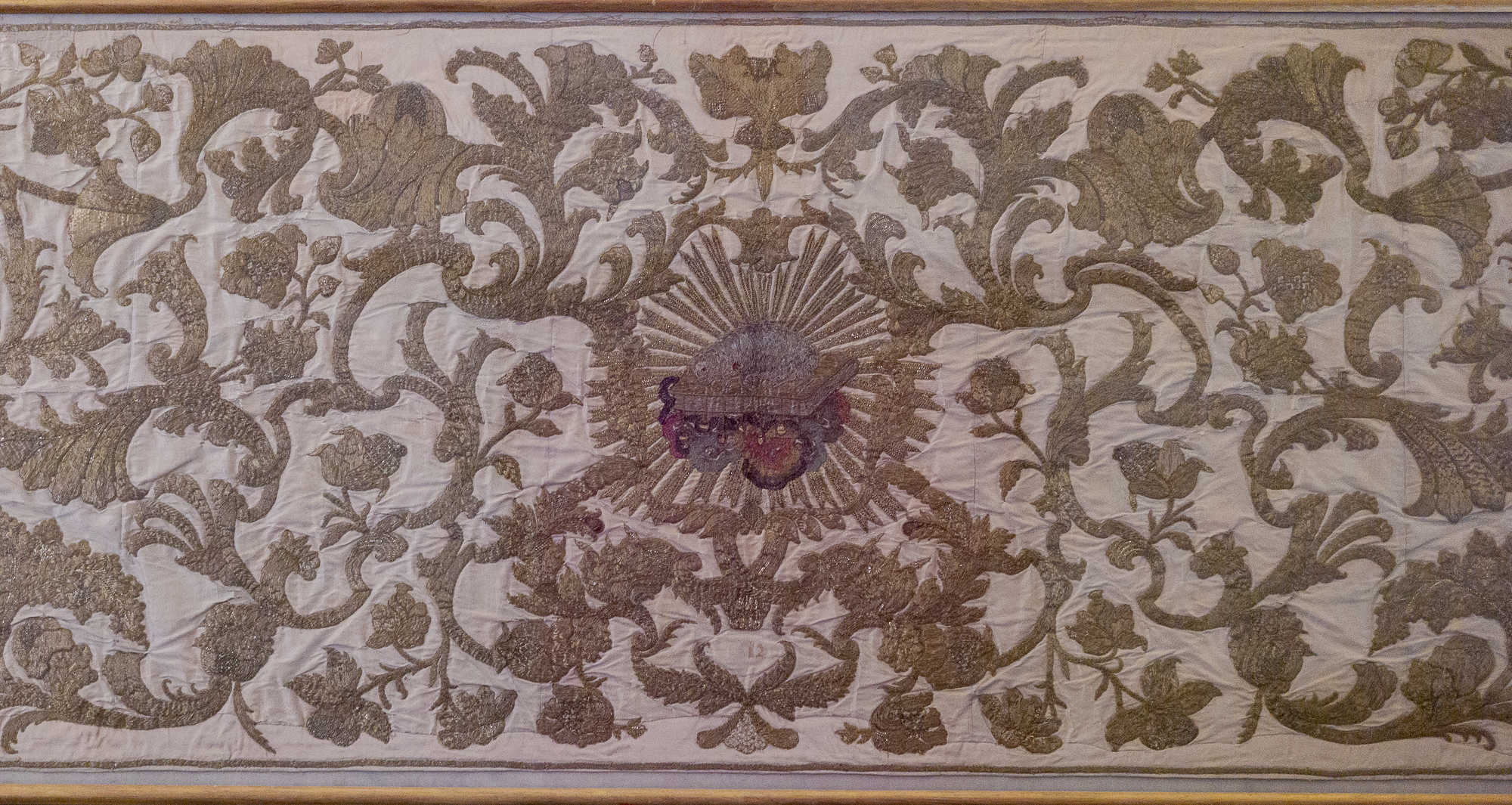

## Mosaici

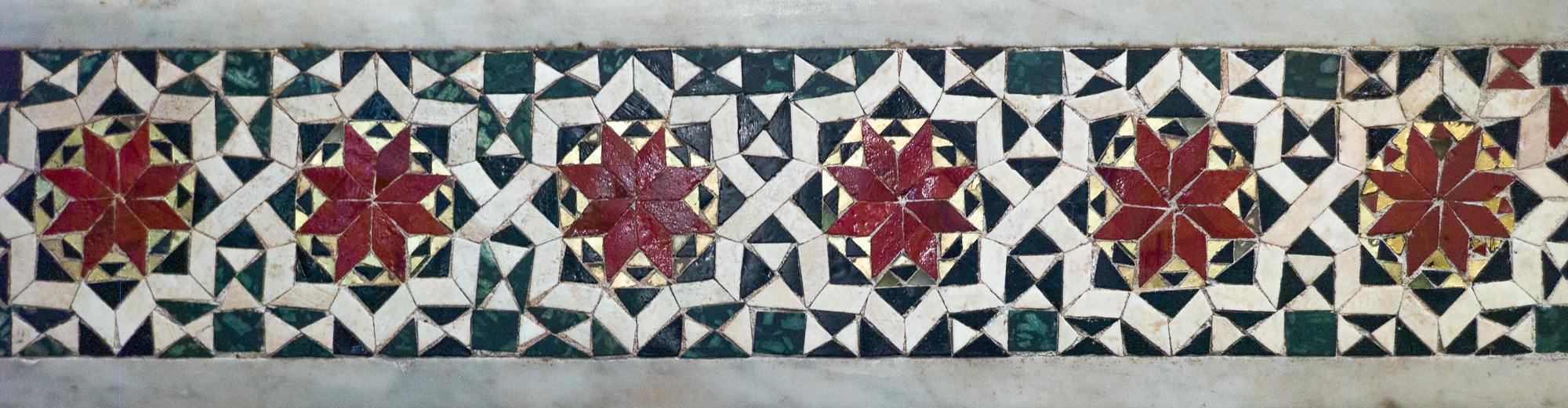
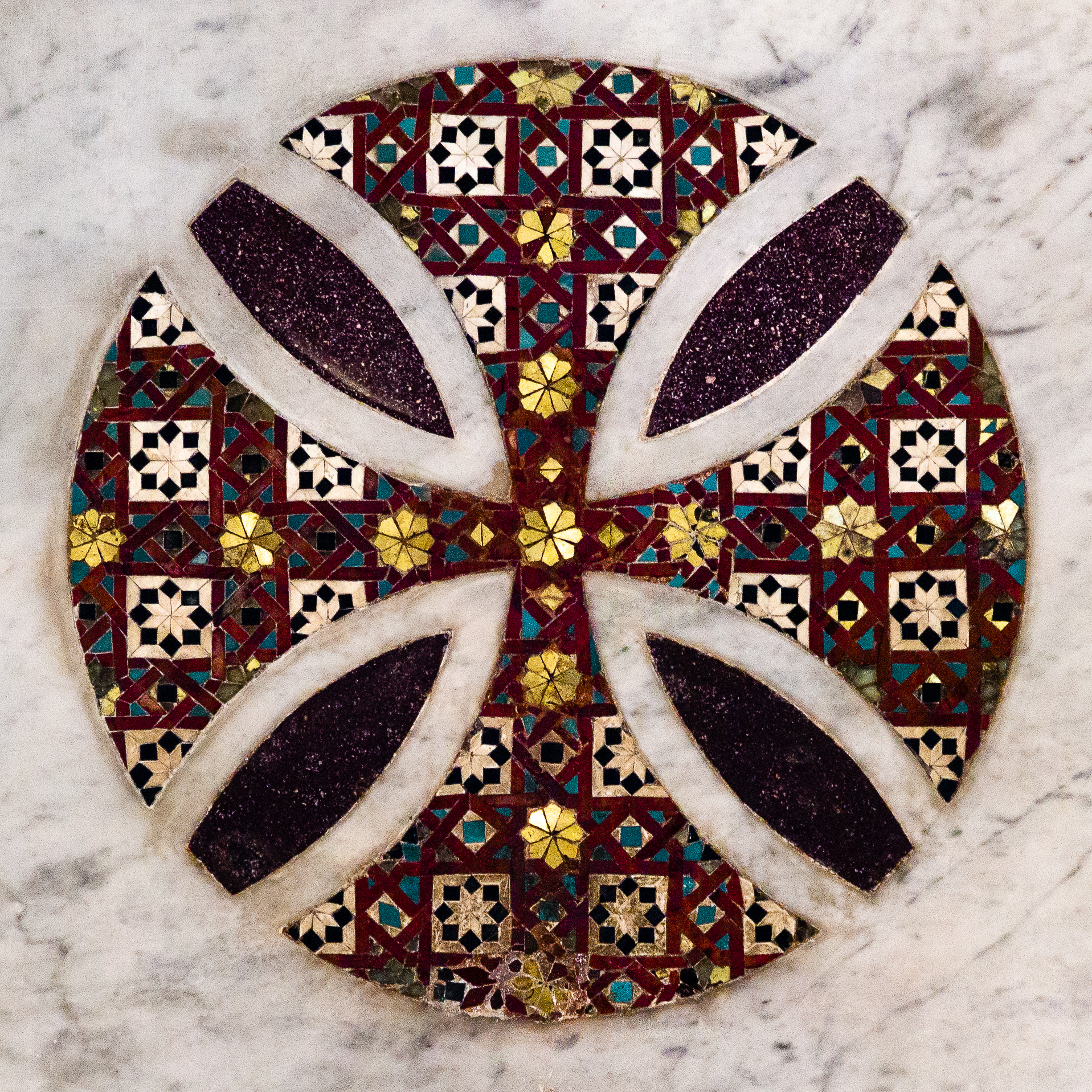
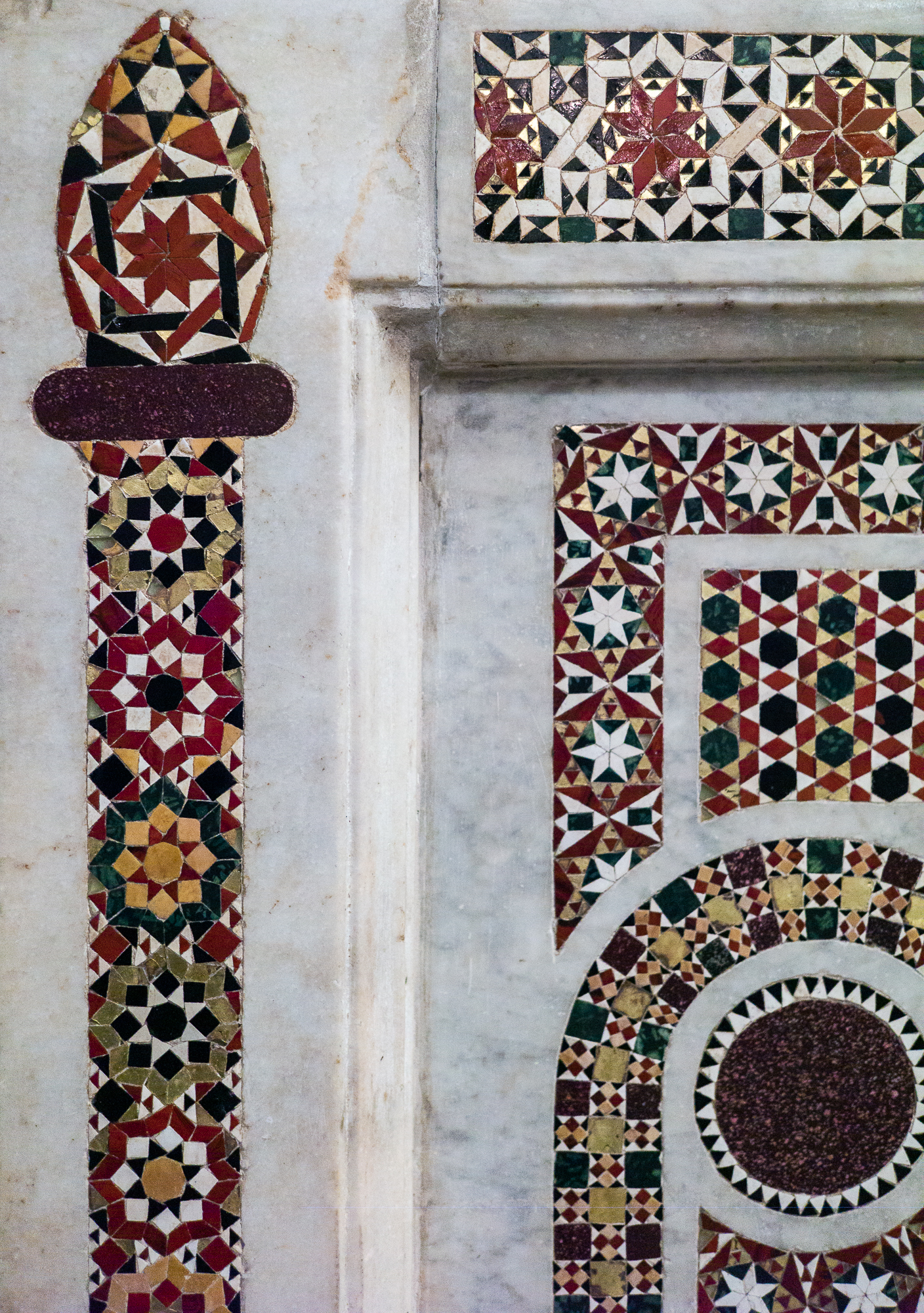
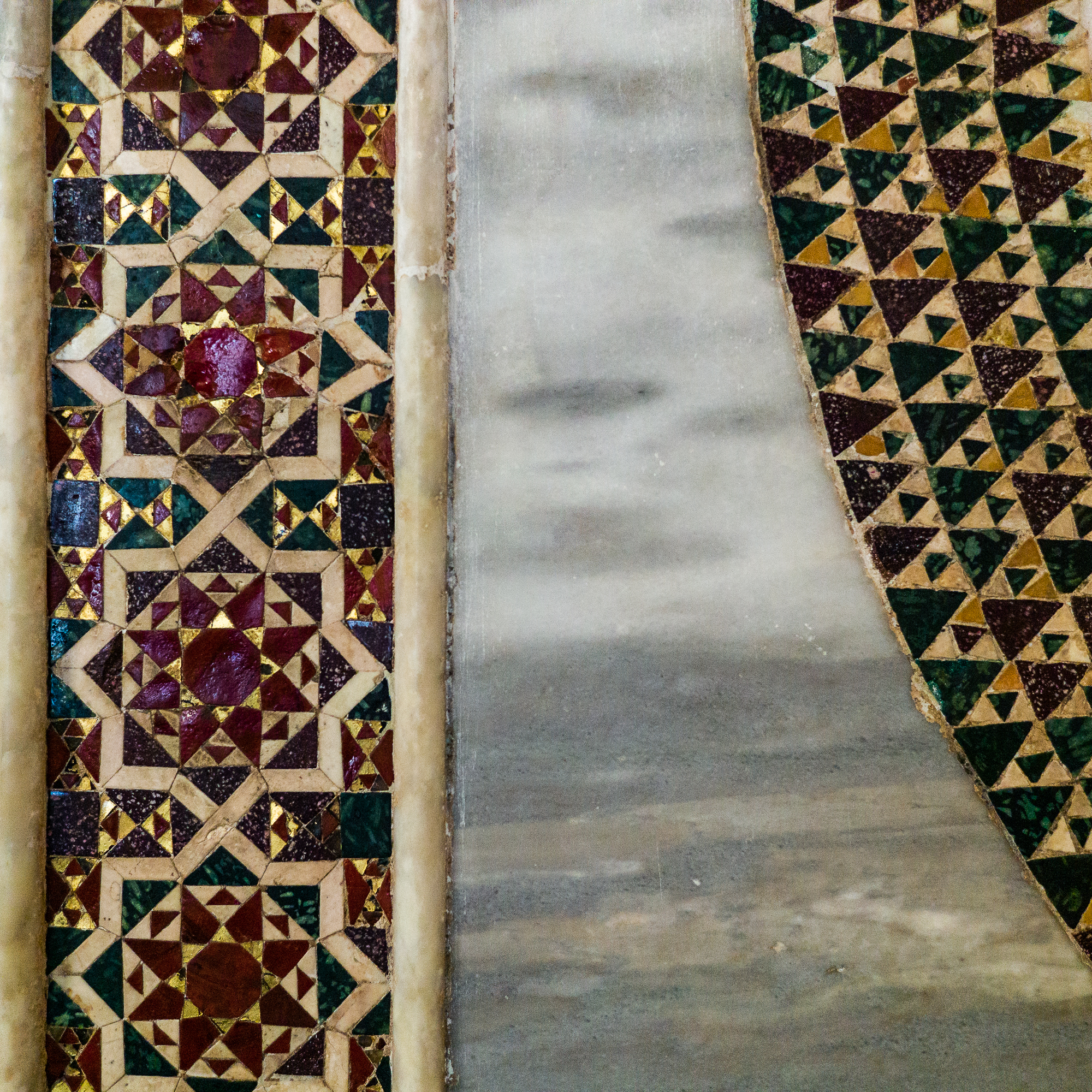
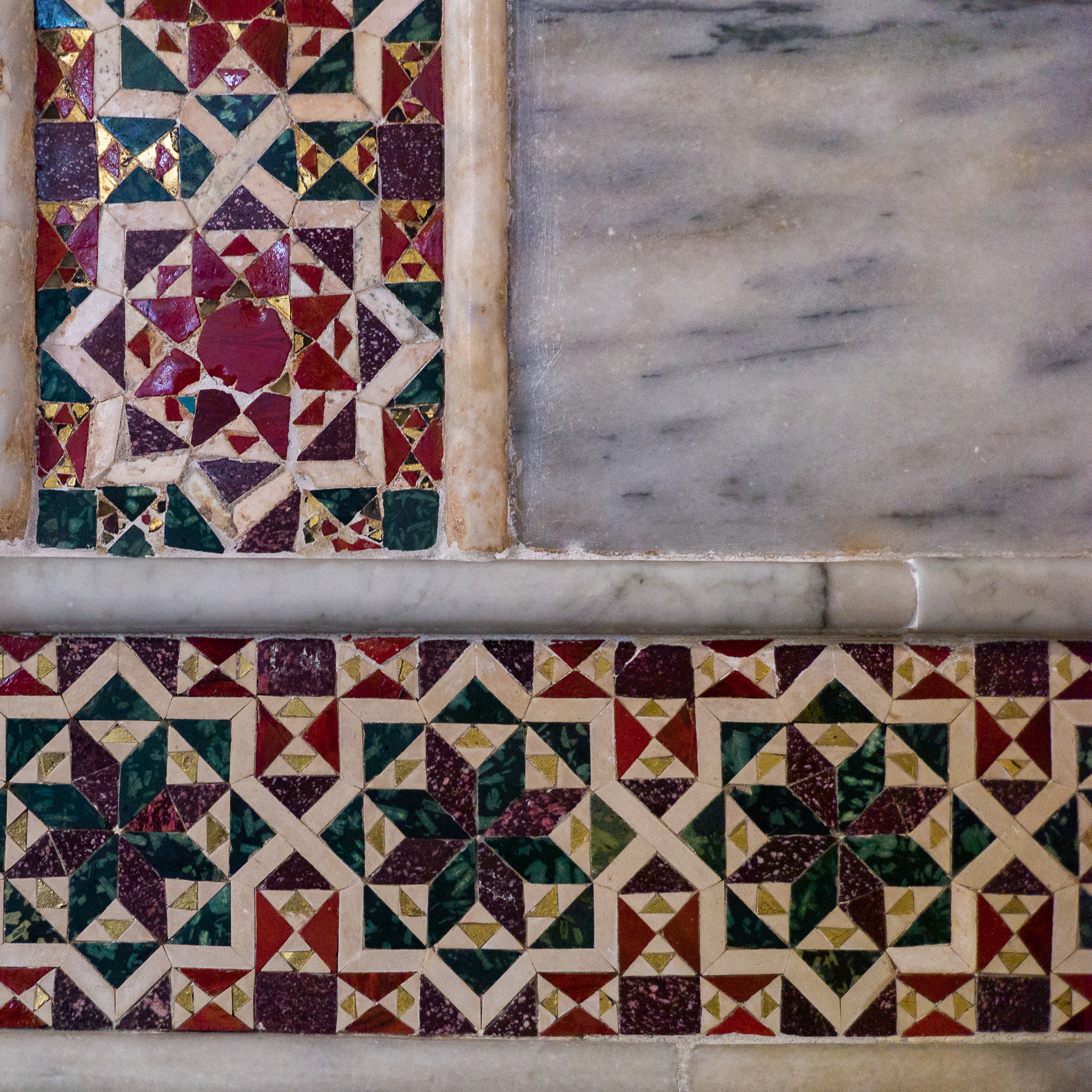
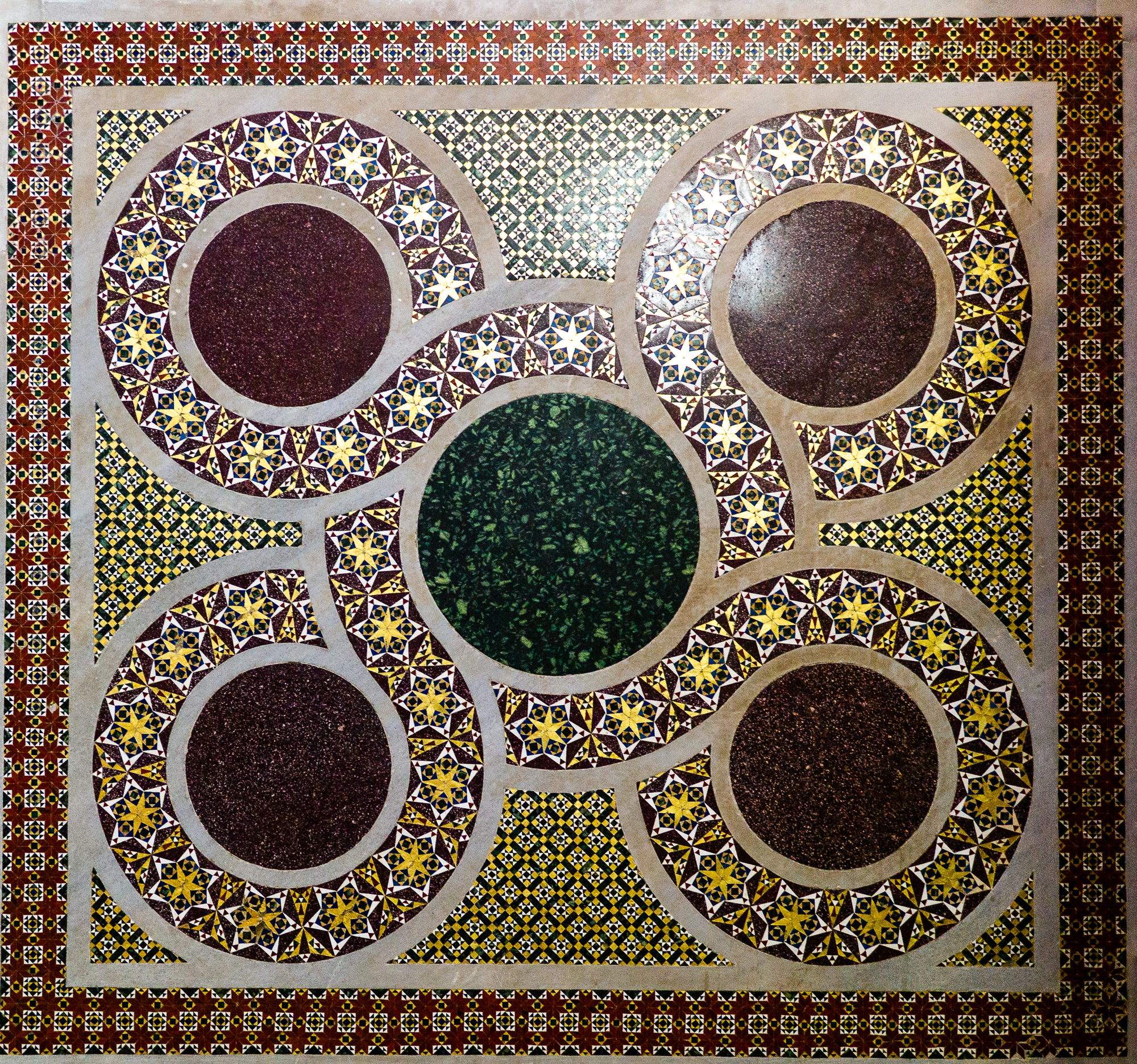
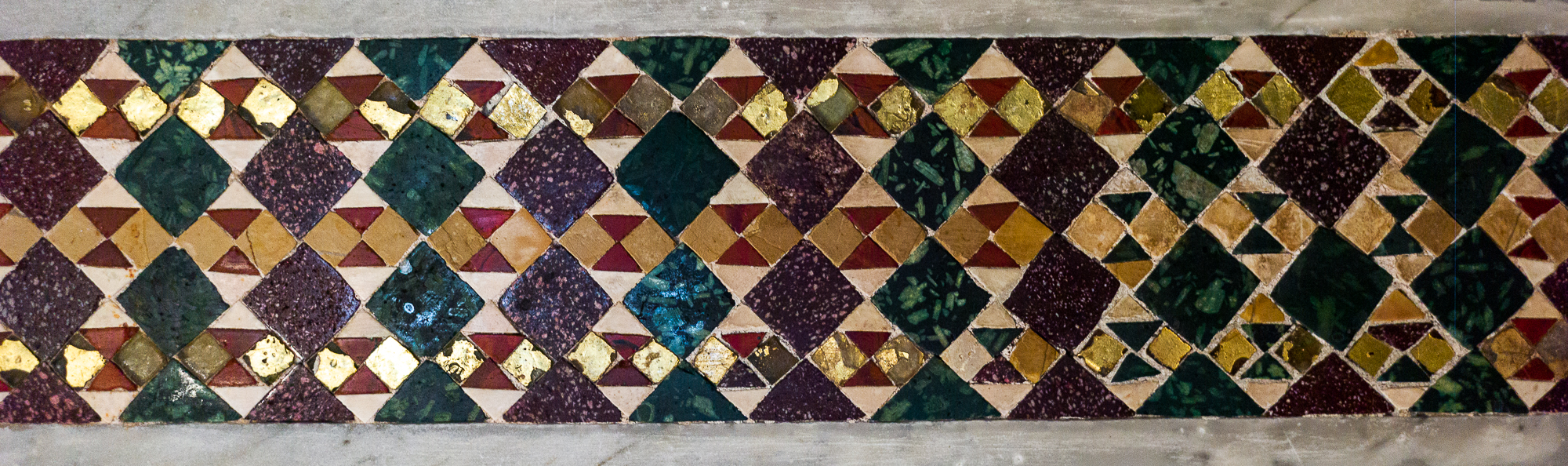
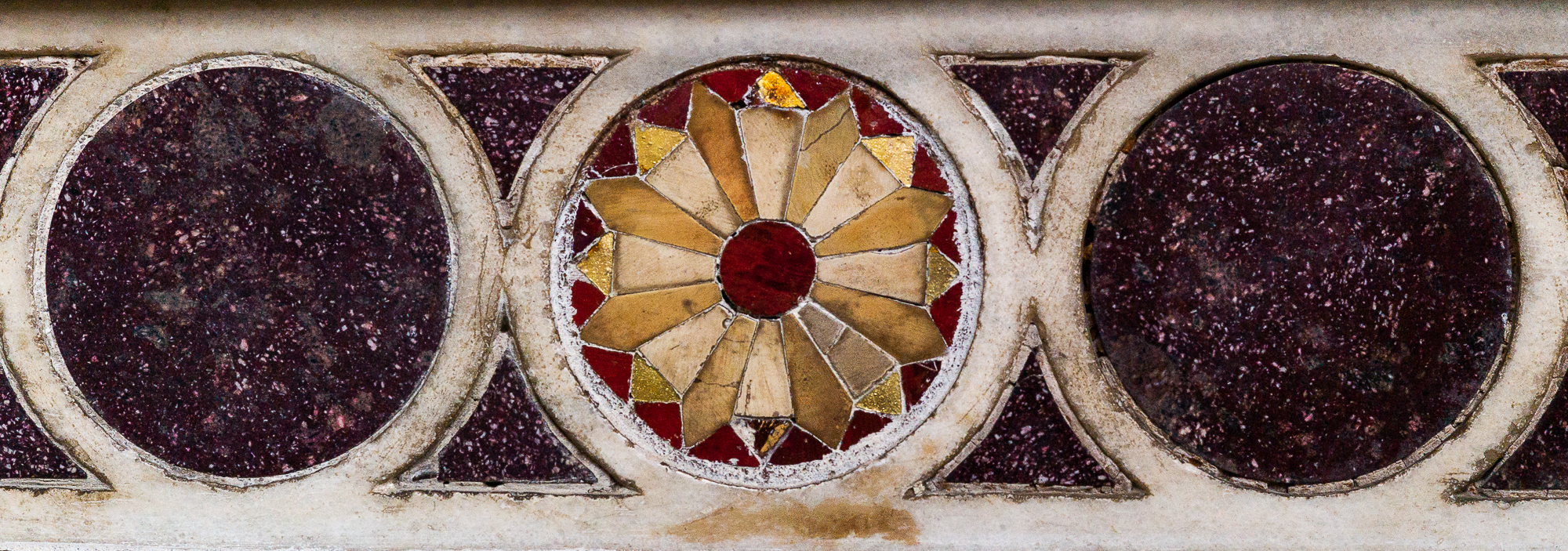
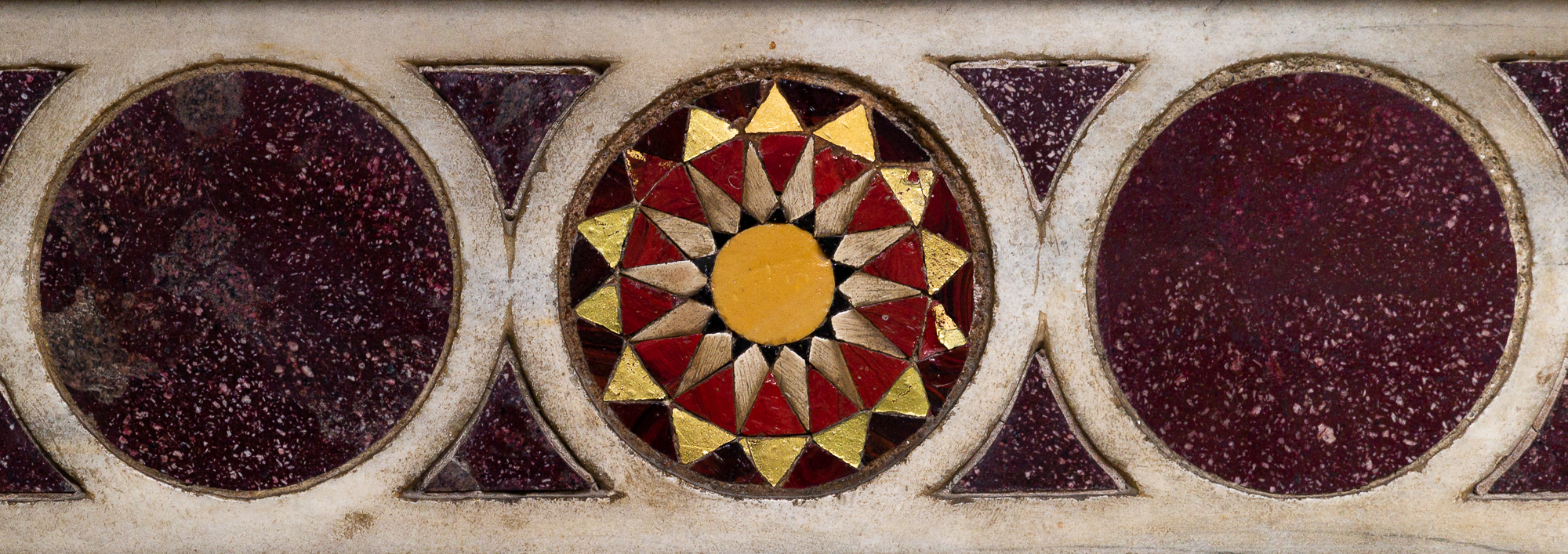
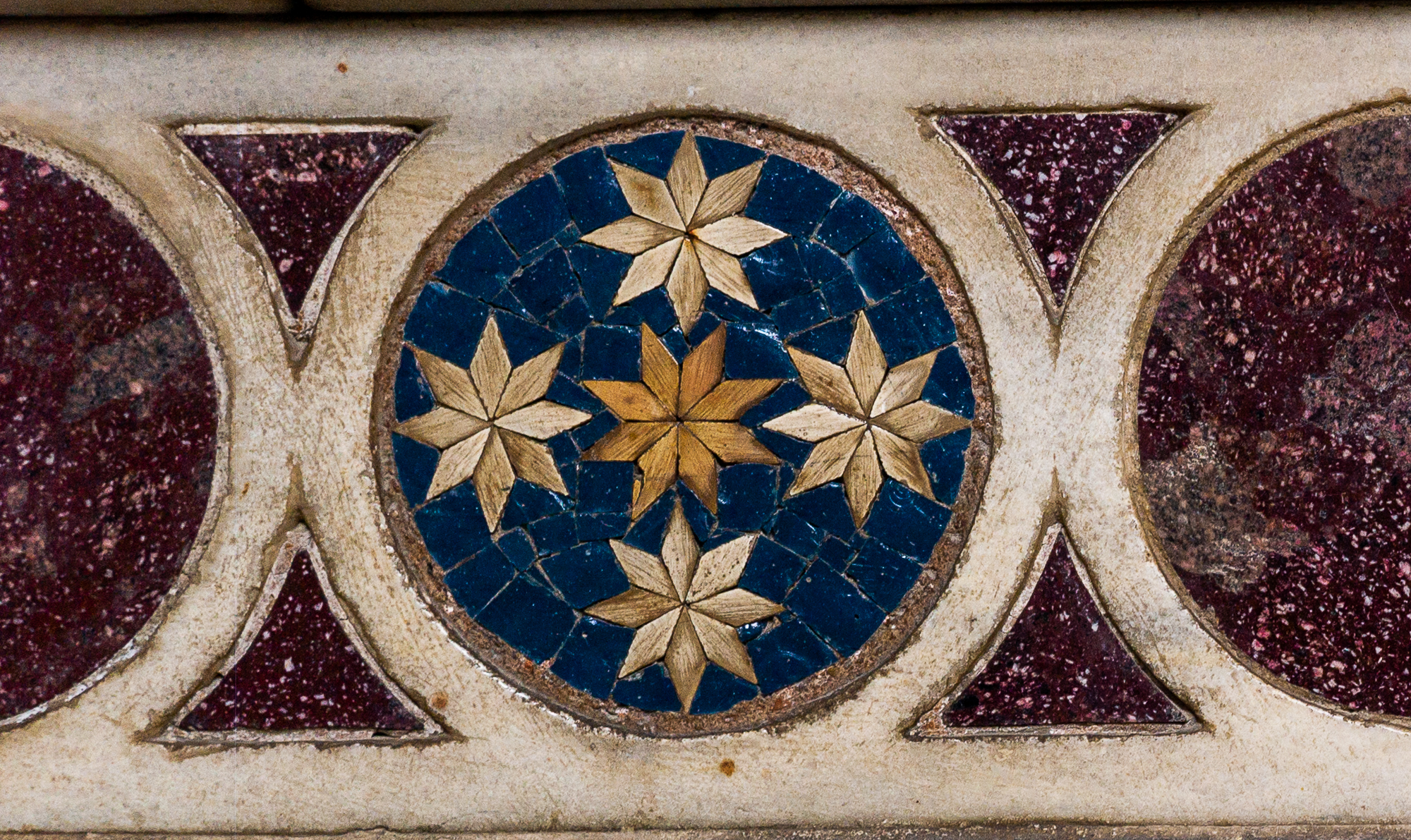
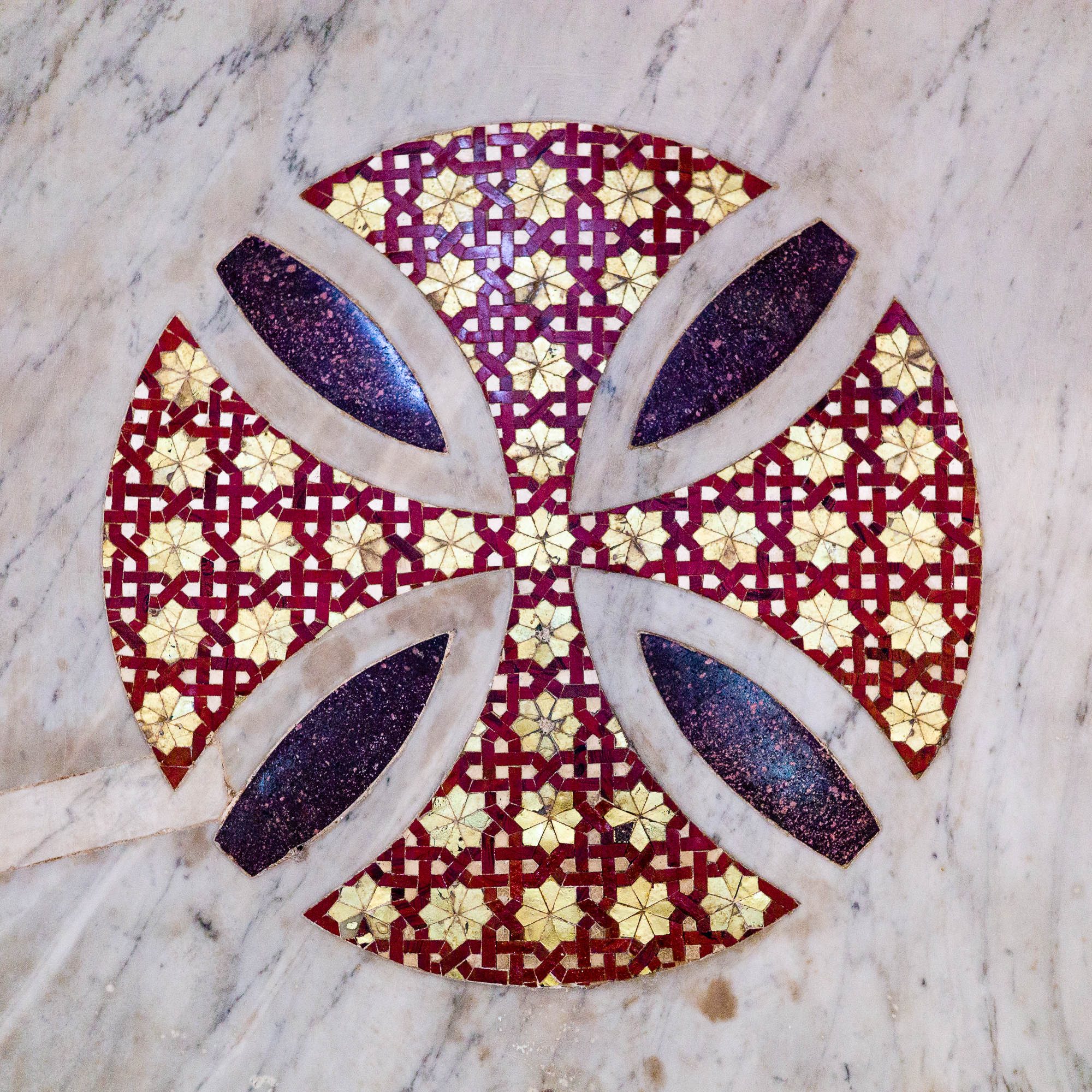
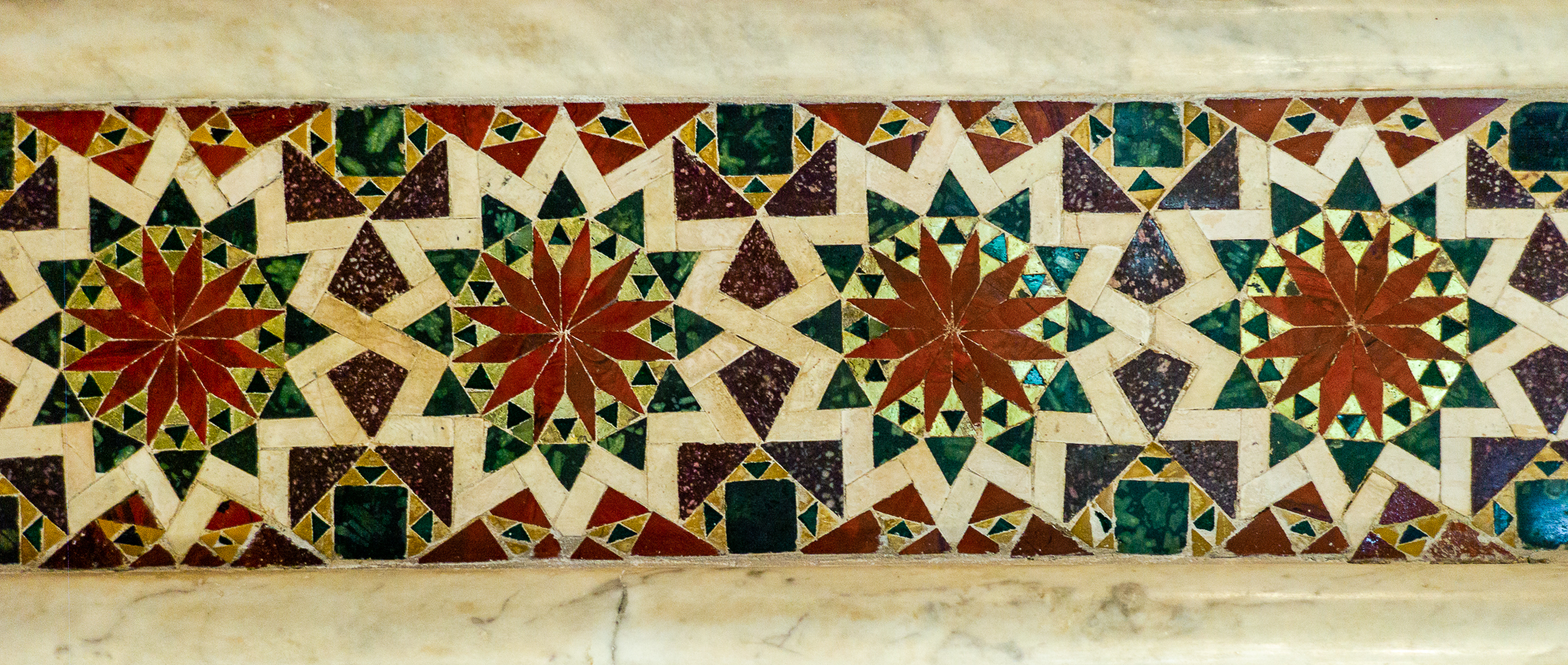
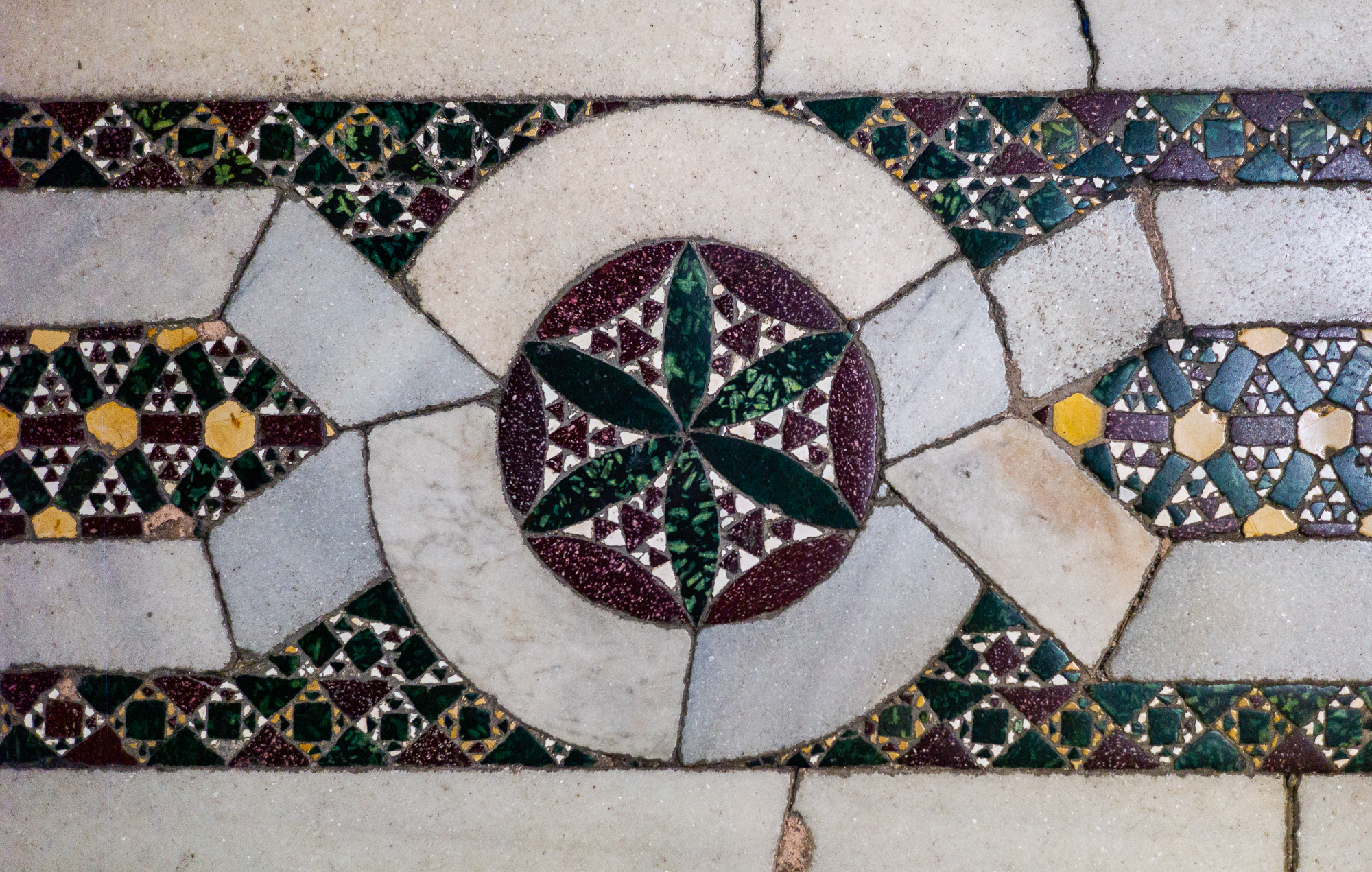